# Dodge Dart
Cet article concerne la Dodge Dart originale de 1960-1976. Pour la Dodge Dart de 2012-2016, voir Dodge Dart (2012).

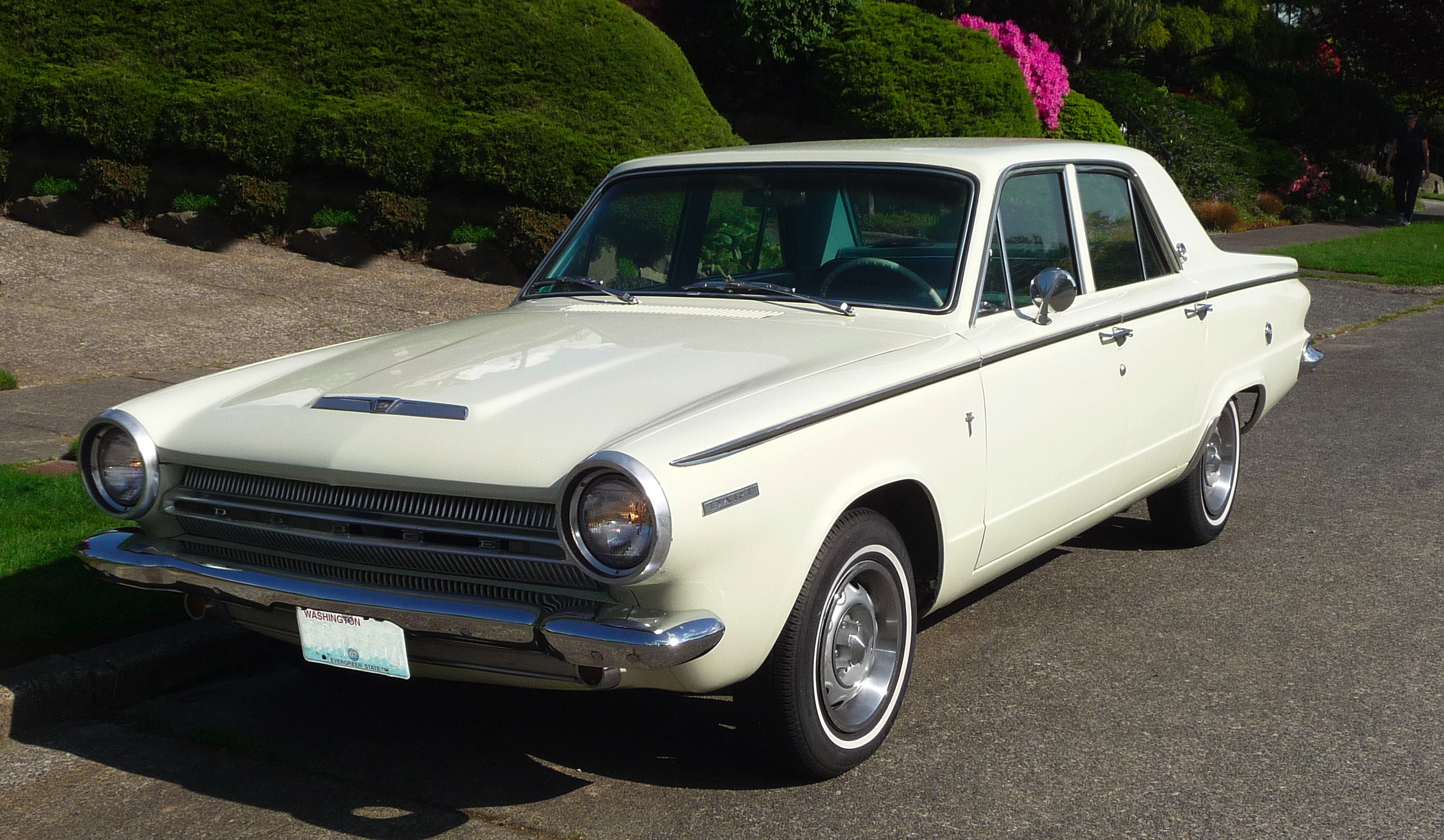
Dodge Dart 270 de 1964, version quatre portes et moteur V8.

La Dodge Dart est une automobile américaine du constructeur Dodge produite de 1960 à 1976 en quatre générations distinctes.
Les deux premières générations étaient des voitures full-size légèrement plus courtes que les autres Dodges car basées sur le châssis des Plymouth correspondantes. À partir de 1963, il s'agit d'un modèle de classe intermédiaire, aux dimensions supérieures aux Plymouth Valiant dont elles dérivent. Des versions sportives ont été réalisées, notamment les Dodge Dart GT, Dodge Demon et Dodge Dart Sport, ces deux dernières étant calquées sur la Plymouth Duster, coupé Sport créé sur une base de Valiant.
La Dodge Dart est réapparue en Amérique du Nord en 2012 pour remplacer la Caliber. Il a également été produit sous le nom de Fiat Viaggio en Chine et en tant que Chrysler 200 aux États-Unis.

## Première génération (1960-1961)

### 1960
Pour l'année-modèle 1960, une restructuration se prépare au sein du groupe Chrysler, qui a pâti de mauvaises ventes et d’une réputation désastreuse due aux défauts de fabrication des automobiles de 1957-1959. La marque DeSoto est amenée à disparaître rapidement et le système des concessions automobiles, où de nombreux vendeurs proposaient côte à côte des Plymouth — marque en bas de la gamme — et des Dodges plus onéreuses, est remis en cause.
Alors que Plymouth s’apprête à lancer les berlines compactes Valiant, la marque Dodge obtient de commercialiser dans ses réseaux de vente une automobile légèrement plus petite et dont les prix descendent plus bas que les autres modèles full-size de la marque. Les dimensions des Dart, notamment l'empattement seront en réalité les mêmes que celles des Plymouth (Savoy, Belvedere et Fury), sauf les breaks qui reposent sur le même châssis que les grandes Dodges. Avec l'annulation de la marque haut de gamme DeSoto de la Chrysler Corporation, les produits Dodge de niveau supérieur ont été poussés vers le haut de gamme, donnant naissance aux Dodge Polara, tout en proposant des dérivés de Plymouth avec plus de fonctionnalités pour les produits Dodge de niveau inférieur.
Cette combinaison d'un châssis Plymouth et d'éléments extérieurs Dodge, avec un moteur d'entrée de gamme emprunté aux Plymouth, est une chose nouvelle aux États-Unis mais avait déjà été réalisée avec succès à l'exportation, notamment le Canada, avec les Dodge Kingsway et Crusader, Regent, Mayfair et Viscount ainsi que les DeSoto Diplomat. L'arrivée sur le marché des Dodge Dart provoquera d'ailleurs l'extinction de tous ces modèles rebadgés, à l’exception des Diplomat qui disparaissent en 1962.
Les planificateurs du projet ont proposé le nom Dart, mais les dirigeants de Chrysler ont préféré un programme de recherche coûteux qui a produit le nom Zipp. Cela a été rapidement rejeté en faveur de Dart.
Les berlines et coupés Dart étaient basées la toute nouvelle plate-forme monocoque développée pour les automobiles du groupe Chrysler qui élimine l'encombrement des longerons dans l'habitacle. Comme les Plymouth, l'empattement est de 2 997 mm, plus court que les Dodge Matador et Polara de taille standard (3 099 mm. Cependant, les breaks Dart utilisaient le même empattement que les breaks full-size. La suspension, qui donnera à toutes les automobiles du groupe une tenue de route supérieure à la concurrence, repose depuis 1957 sur des barres de torsion aux roues avant. Pour refermer l'épisode des problèmes de corrosion accélérée rencontrées par les modèles de la génération précédente, les éléments de carrosserie et du bas de caisse sont soumis à un traitement antirouille en sept étapes avec aspersion et bain sur les chaînes de montage. Les autres innovations des nouvelles Dodge sont l'emploi de série d'un alternateur fournissant du courant alternatif — une première pour une marque généraliste —, des panneaux de carrosserie non-porteurs et l'emploi d'ordinateurs pour le design de la structure.
La gamme Dart était proposée en trois niveaux de finition : 
- Seneca de base ;
- Pioneer de milieu de gamme, ajoutant des berlines et coupés hardtop ;
- Phoenix haut de gamme, dépourvu de breaks mais ajoutant un cabriolet.

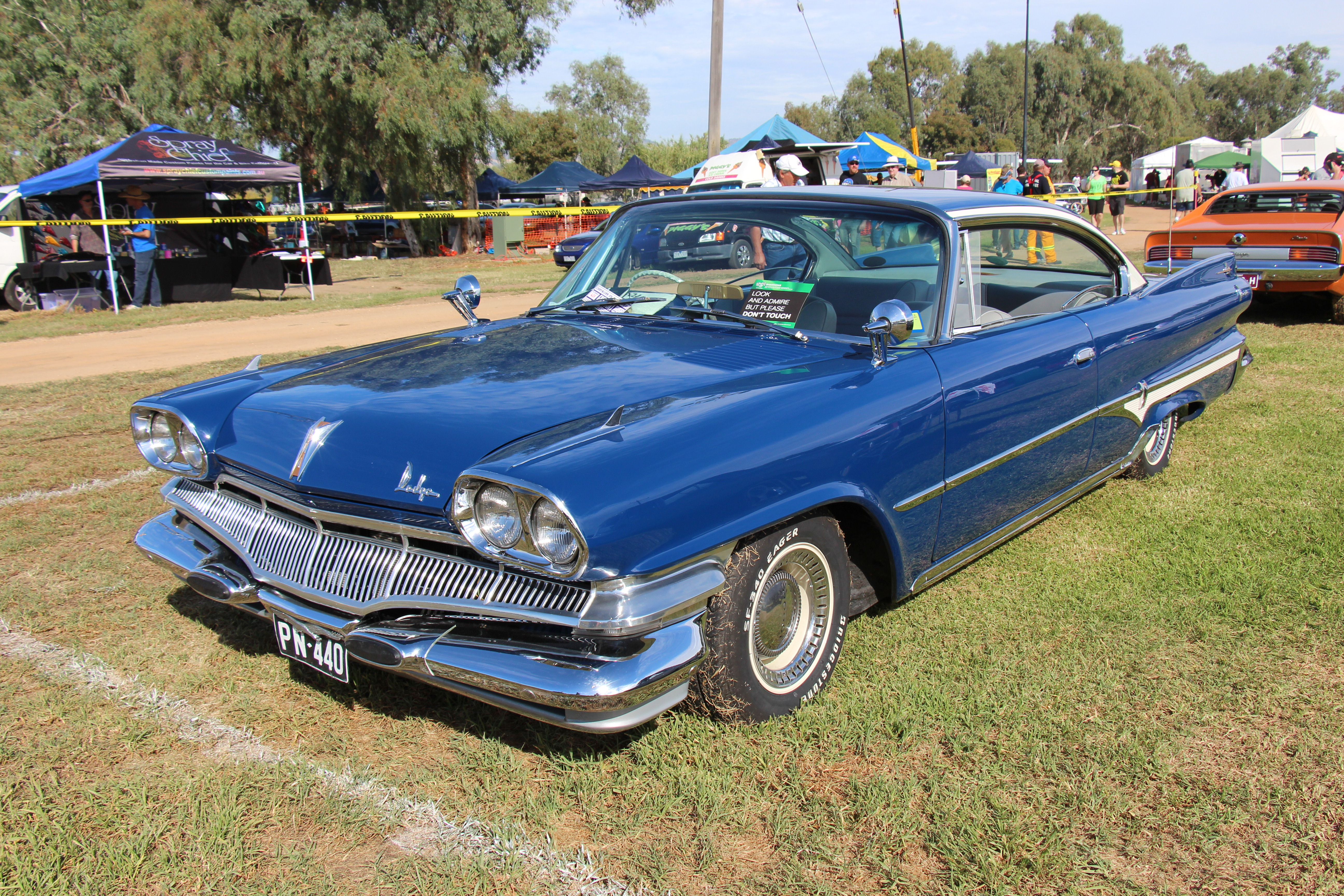
Coupé 2 portes hardtop Phoenix.

La nouvelle Dart est venue de série avec un nouveau moteur de six cylindres en ligne, dénommé « Slant-Six » en raison de sa position inclinée qui dégage un capot plus bas. Sa cylindrée est de 3,7 L. Les V8 de 5,2 L (équipement standard sur certains types de carrosserie Phoenix et Pioneer) et de 5,9 L étaient offerts en option avec des carburateurs à deux ou à quatre corps et avec un simple ou double échappement. Le V8 Dodge de 6,3 L a été ajouté en 1961. Les freins étaient des tambours de 279 mm. Extérieurement, bien que l'aspect général et une série d'éléments soient communs avec les plus grandes Dodges, le dessin de la calandre est différent avec une vaste grille à persiennes verticales s'incurvant en son centre surmontée par un petit logo au centre du capot et un discret lettrage Dodge à sa gauche. Les Matador et Polara ont, elles une grille horizontale en 8 partie avec un grand logo doré et, sur le capot, un lettrage Dodge bien visible. À l'arrière, les ailes sont plus petites et les feux rouges sont en une seule pièce. En outre, il n'y aura pas de break Dart hardtop, laissant cette finition aux seules Polara.
Les ventes de la nouvelle Dart ont été largement supérieures à celles de la Dodge Matador full-size d'entrée de gamme et de la Dodge Polara, mais cela a également créé une concurrence interne pour Plymouth dont les ventes d'automobiles « full-size » s'en ressentent,, ; un design controversé et le succès écrasant des petites Valiant n’ont pas aidé ces modèles traditionnels.
La publicité de 1960 et 1961 comparait la Dart à la voiture "C" (Chevrolet), la voiture "F" (Ford) et la voiture "P" (Plymouth). Après le ralentissement économique de 1958-1959, la production de Dodge pour 1960 a rebondi à 367 804 voitures, le total le plus élevé de la division à ce jour qui le portait à la sixième place derrière Chevrolet, Ford, Plymouth, Rambler et Pontiac. Les responsables de Chrysler étaient un peu moins réconfortés par la façon dont 87 % du volume de vente de Dodge consistait en la gamme Dart à faible profit, par rapport à la gamme haut de gamme Matador et Polara, dont seulement 41 000 modèles ont été vendues pour l'année modèle 1960.
Alors que les ventes de la Dart grimpaient, les ventes de Plymouth ont chuté et les deux marques se retrouvent en concurrence frontale dans le domaine des modèles à bas prix aux finitions premium. Les dirigeants de Chrysler ont peu fait pour arrêter les luttes entre les divisions. Les ventes de Dart étaient si fortes en 1960 que la production des autres automobiles Dodge été réduite. La Matador full-size à prix moyen introduite durant cette année-modèle ne sera pas reconduite les acheteurs sélectionnant la Dart Phoenix légèrement plus petite mais moins chère. La Polara devient donc le seul modèle de son segment l'année suivante ; ses prix ayant été légèrement ramenés vers le bas pour éviter de créer un fossé avec les Dart les mieux fournies.

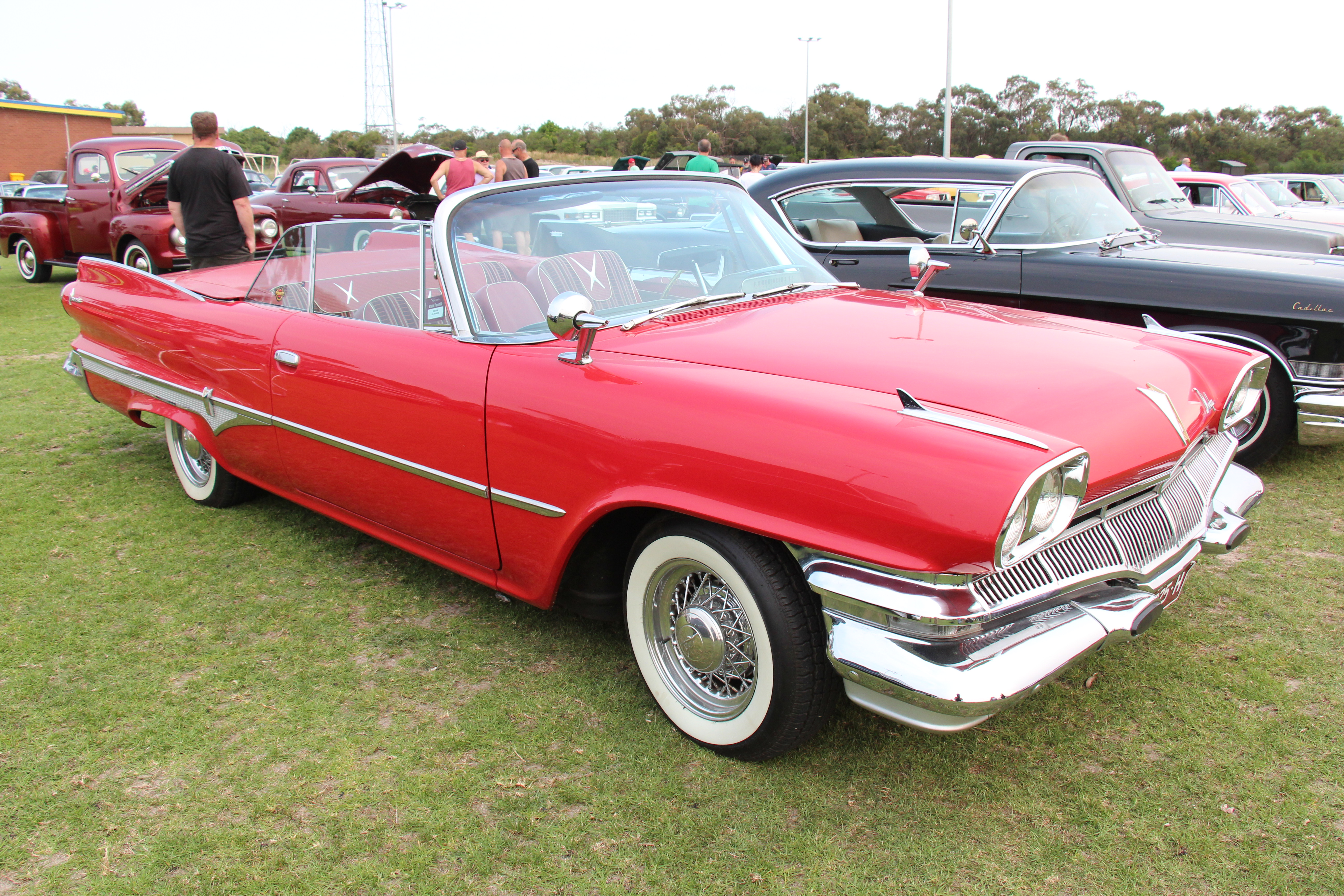
Cabriolet Dart Phoenix.
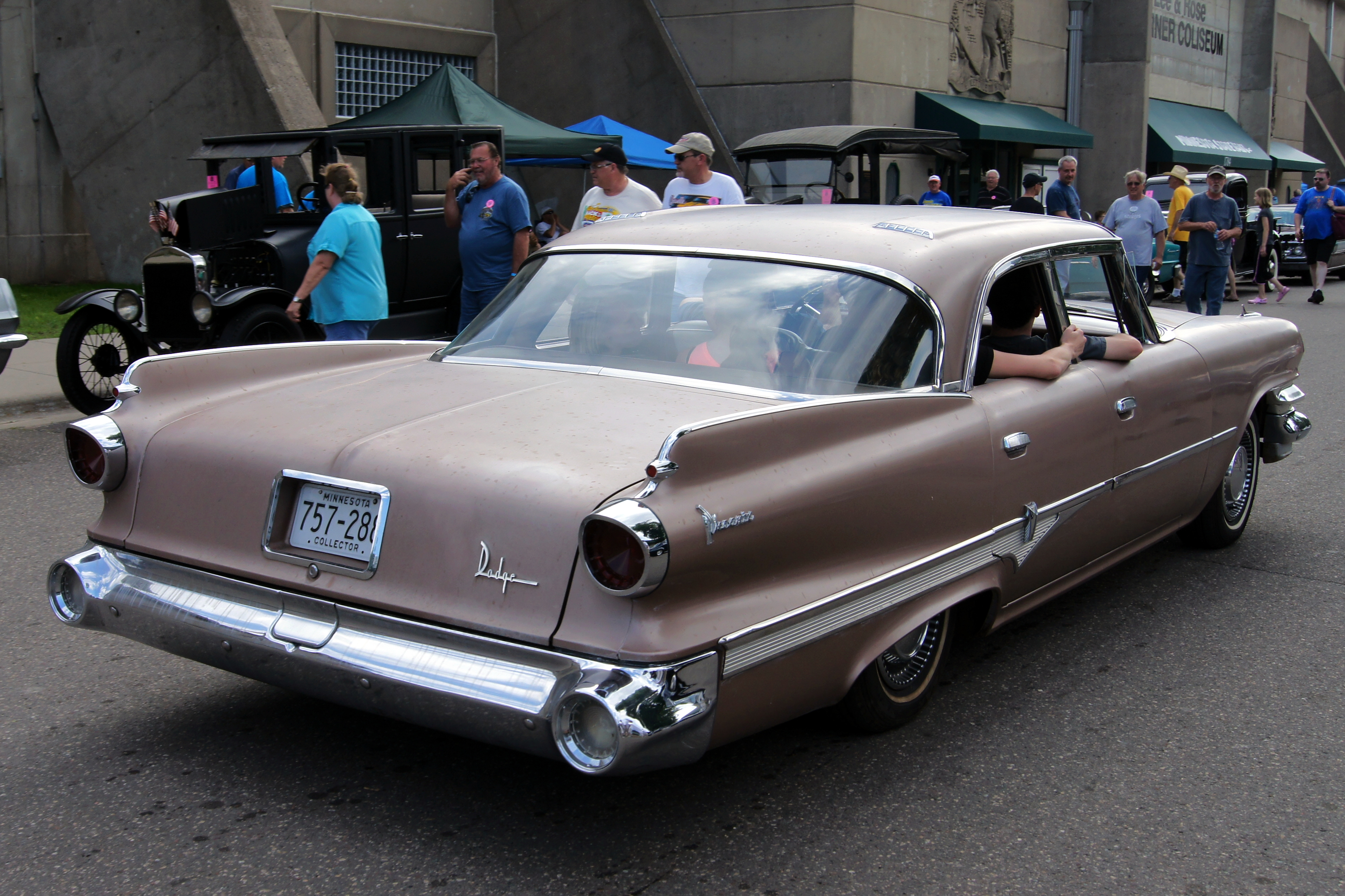
Ailes d'une berline Phoenix.
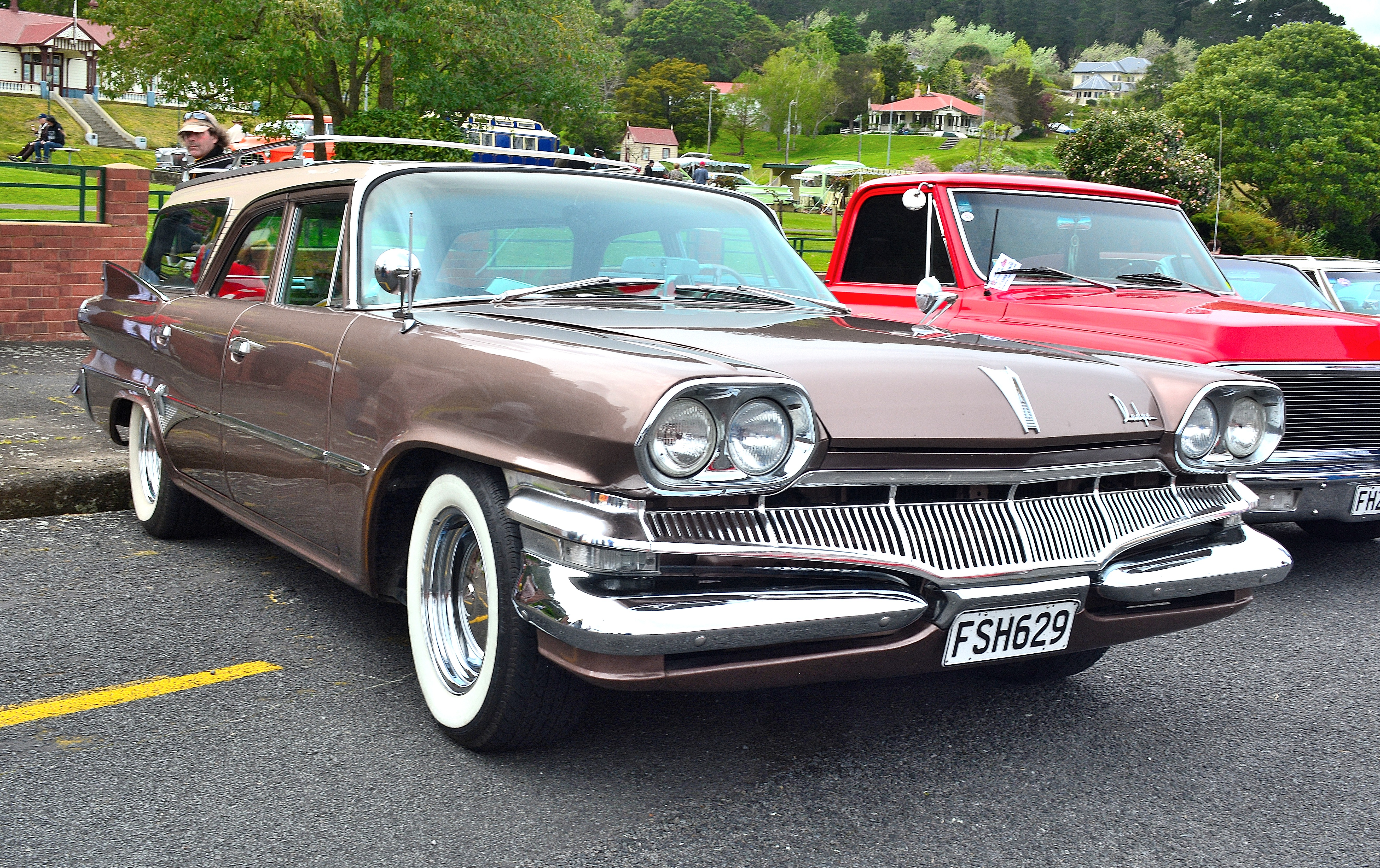
Break Pioneer.
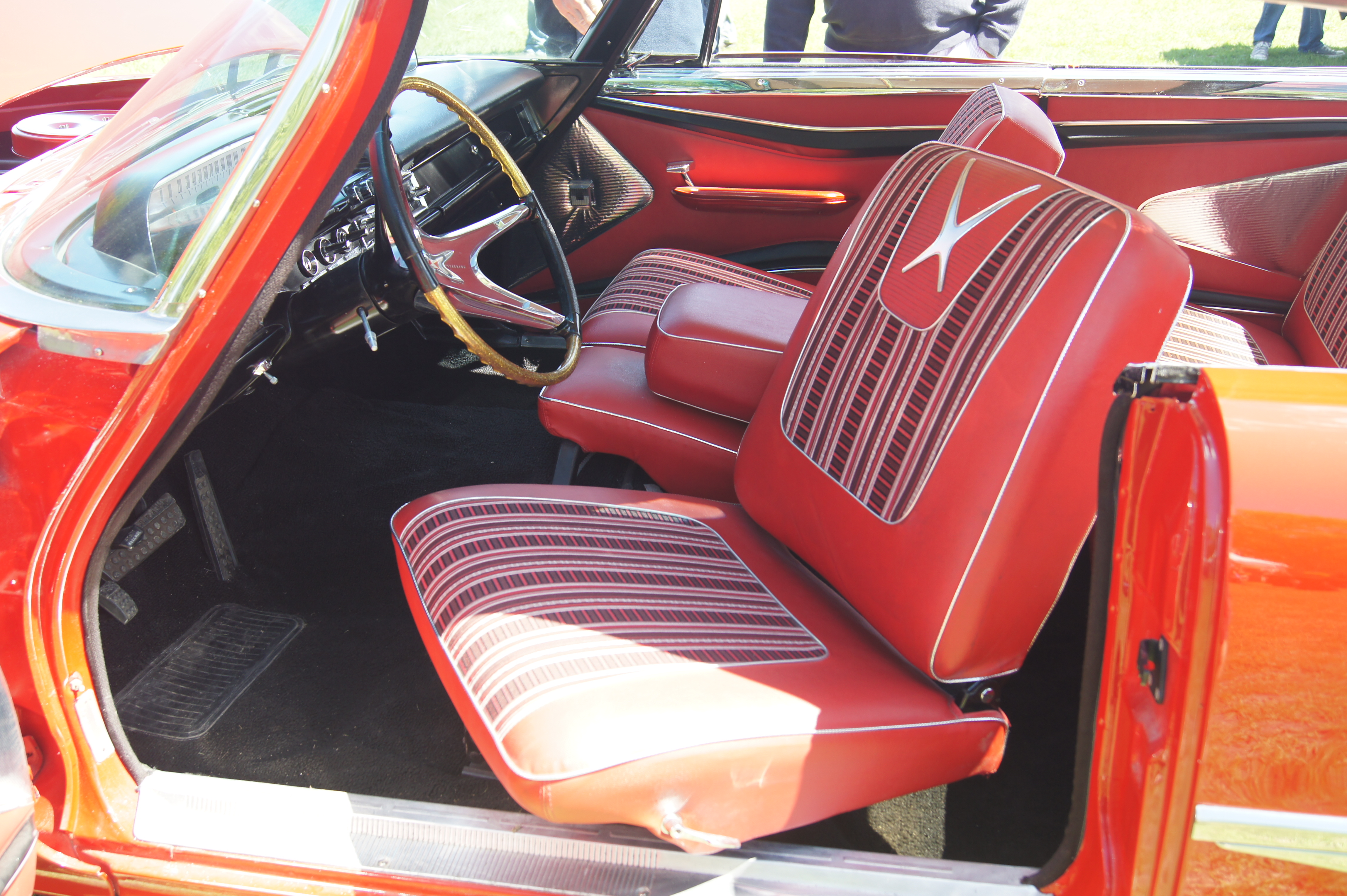
Sièges pivotants.

### 1961

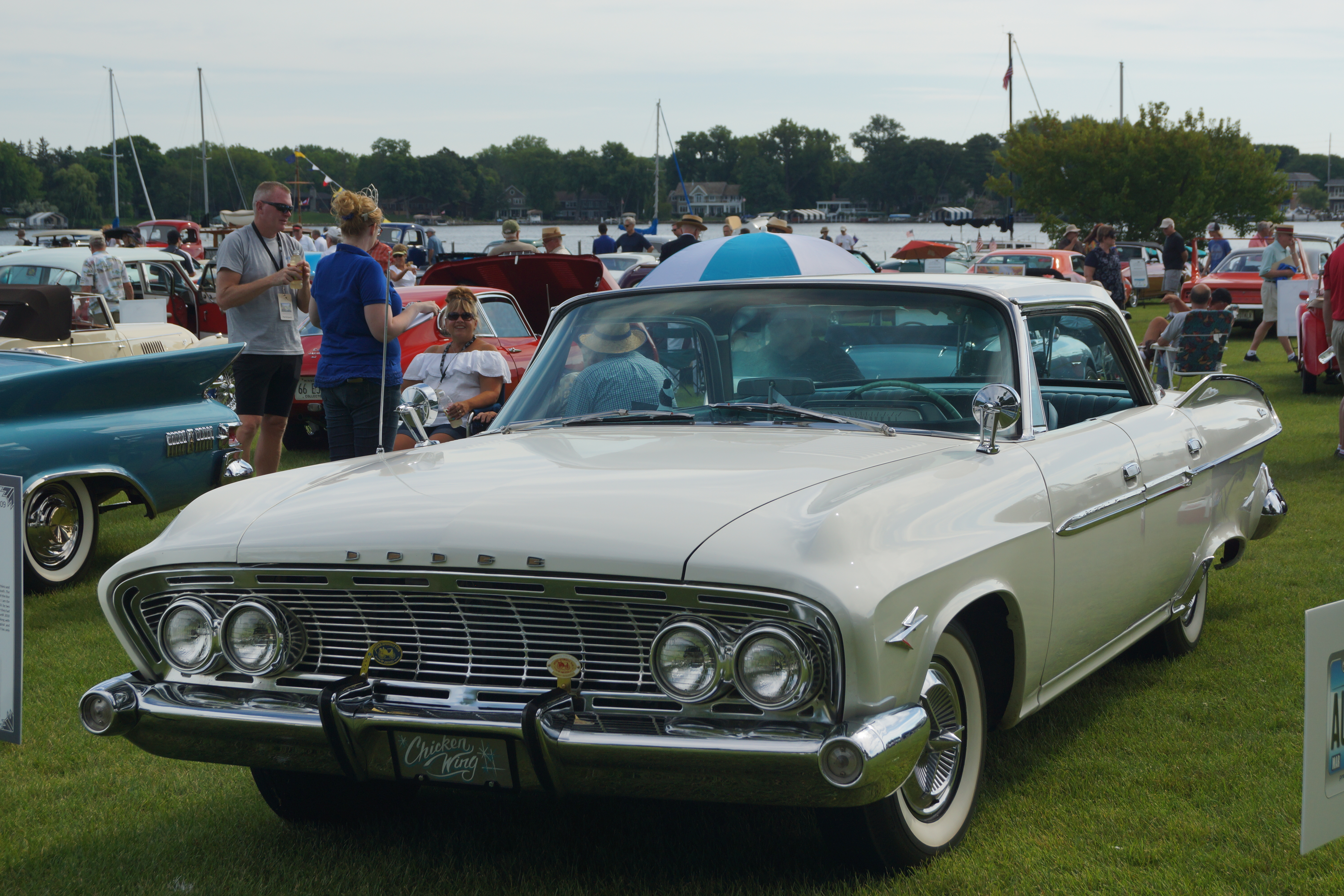
Berline hardtop Dart Phoenix de 1961.

Pour l'année modèle 1961, la Dart est restée le seul modèle dans la catégorie des petites Dodge full-size. Elle a conservé l'empattement de 2 997 mm et a été redessinée pour imiter la plus grande Polara. Les trois mêmes niveaux de finition étaient disponibles : la Phoenix haut de gamme, la Pioneer de milieu de gamme et la Seneca de base. Une fois de plus, les breaks partageaient l'empattement de 3 100 mm de la Polara; elles partageaient également les feux arrière latéraux uniques de la Polara.
Les choix de moteurs incluaient un six-cylindres inclinés de 3,7 L et les V8 de 5,2 L et 5,9 L étaient également disponibles dans diverses configurations. Les cabriolets Phoenix étaient équipés de moteurs V8. À partir du milieu de l'année, certaines Dart commandées avec le moteur 3,7 L étaient équipées du bloc en aluminium moulé sous pression. Les Dart de toutes les finitions étaient équipées de série de boîtes de vitesses manuelles à trois vitesses avec changement de vitesses sur colonne. La boîte automatique TorqueFlite à bouton-poussoir de Chrysler était disponible à un coût supplémentaire. L'alternateur, introduit comme équipement standard en 1960 sur la Valiant, a remplacé le générateur DC précédent sur tous les produits Chrysler de 1961. Les Dart construites au Canada en 1961 étaient identiques aux modèles américains à l'extérieur, mais la garniture, les commandes et les affichages intérieurs étaient ceux utilisés sur les Plymouth américaines.
Le style de 1961 de Virgil Exner, avec ses ailerons inversés, ses ailes arrière festonnées (les feux arrière étaient largement appelés "ongles incarnés") et sa calandre concave, était très impopulaire auprès des consommateurs, parlant même d'ongles incarnés. La position basse et la petite taille des feux arrière de la Dart, juste au-dessus des coins du pare-chocs, ont également été critiquées et les conducteurs suivant ces voitures se plaignaient de ne pas les voir. Les feux arrière enveloppants projettent la lumière latéralement, pas vers l'arrière. Au milieu de l'année, Dodge a rendu les feux arrière auxiliaires disponibles à un coût supplémentaire via son réseau de concessionnaires. Cependant, ces grandes lumières rondes étaient montées près du côté intérieur des ailerons inversés et aggravaient le style déjà maladroit.

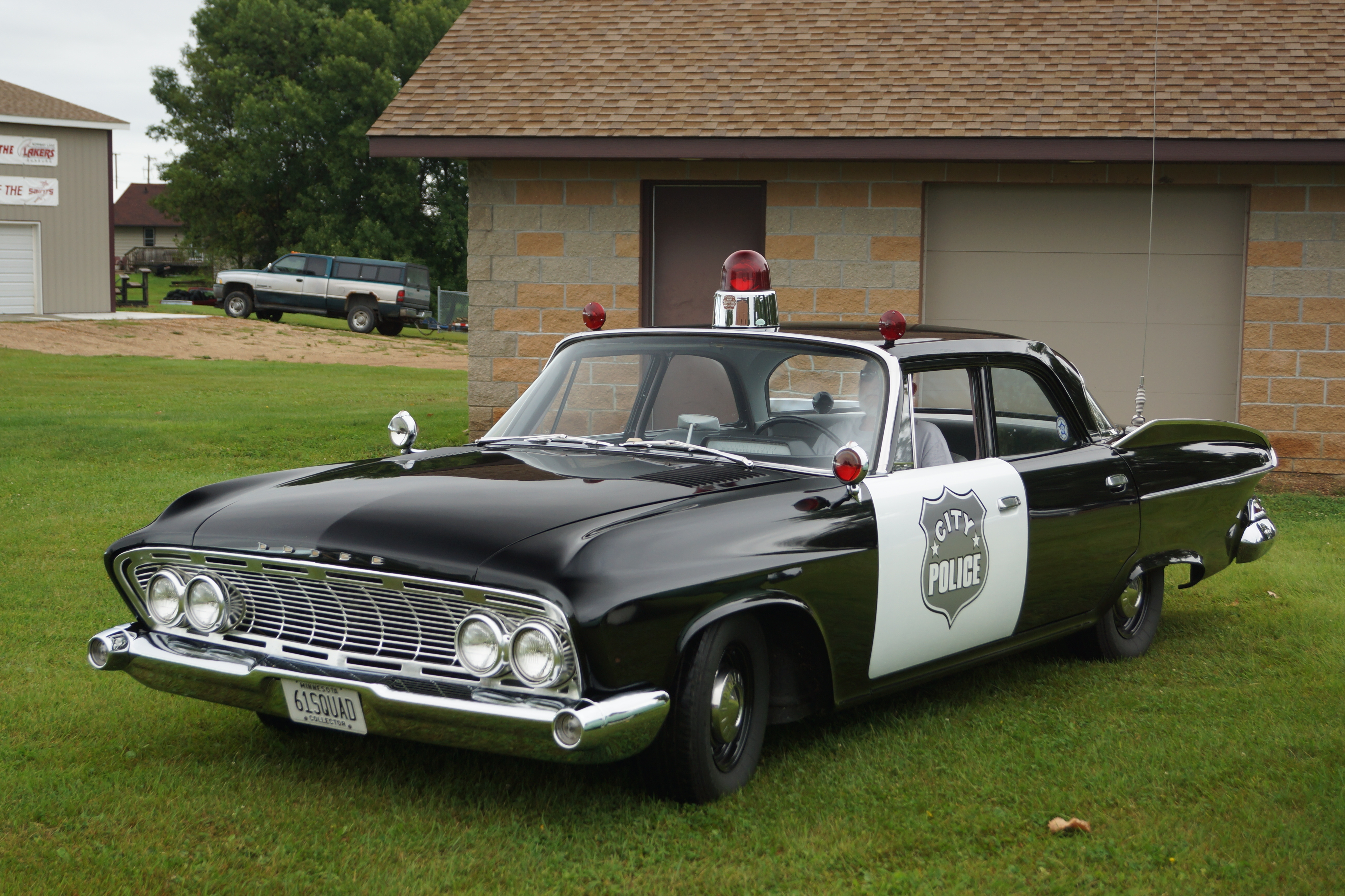
Dart Seneca restaurée en version police.
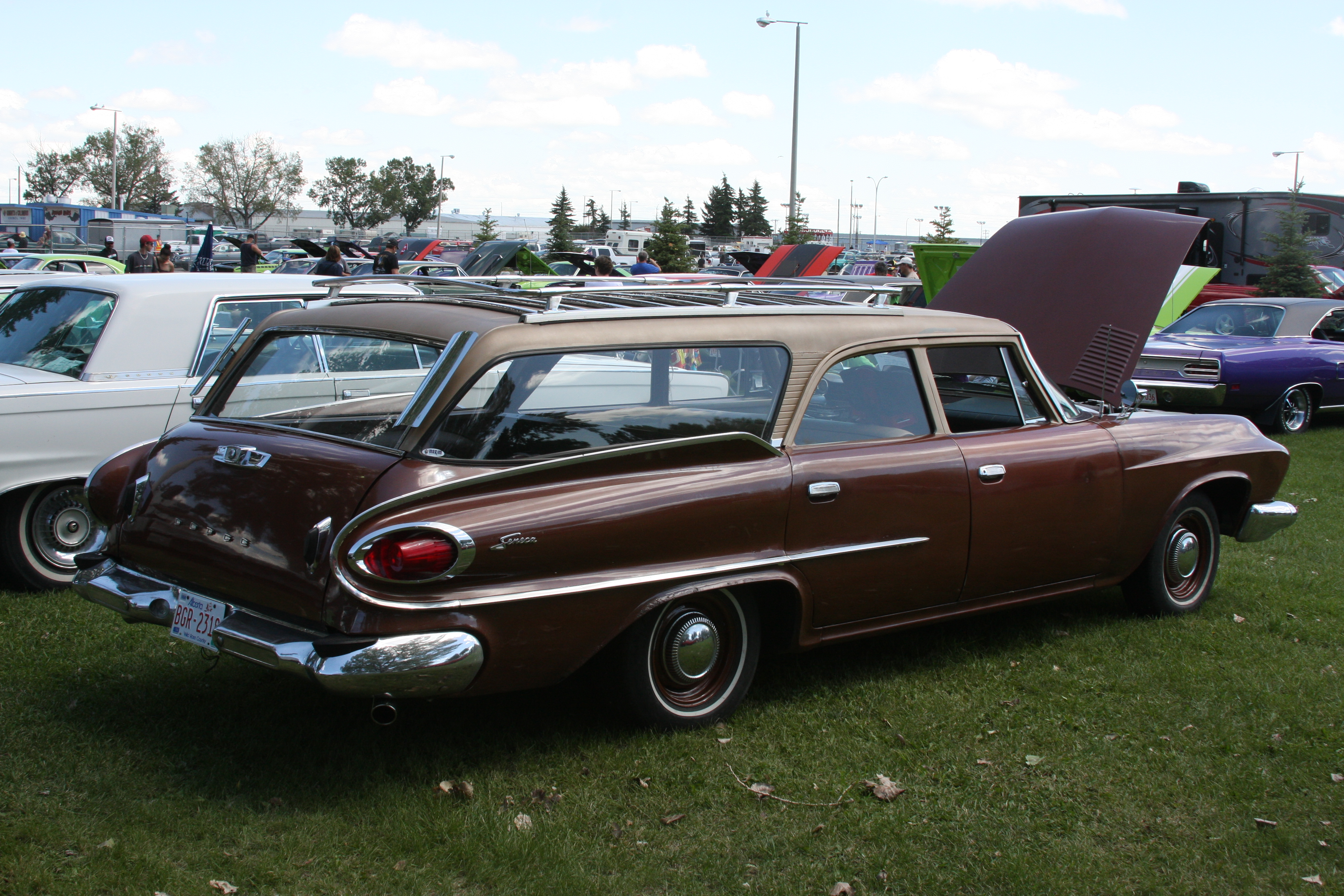
Les breaks ont les mêmes feux arrière que les Polara.
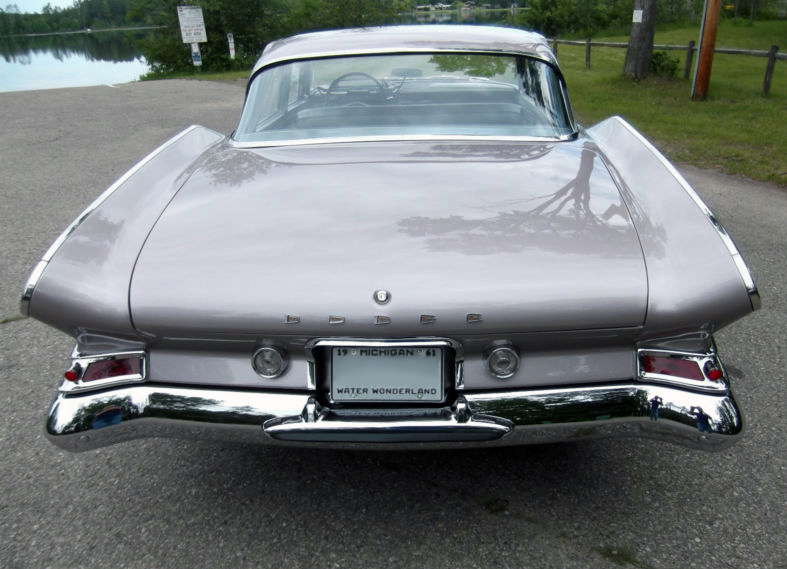
Ailes et feux arrière d'une berline Seneca.
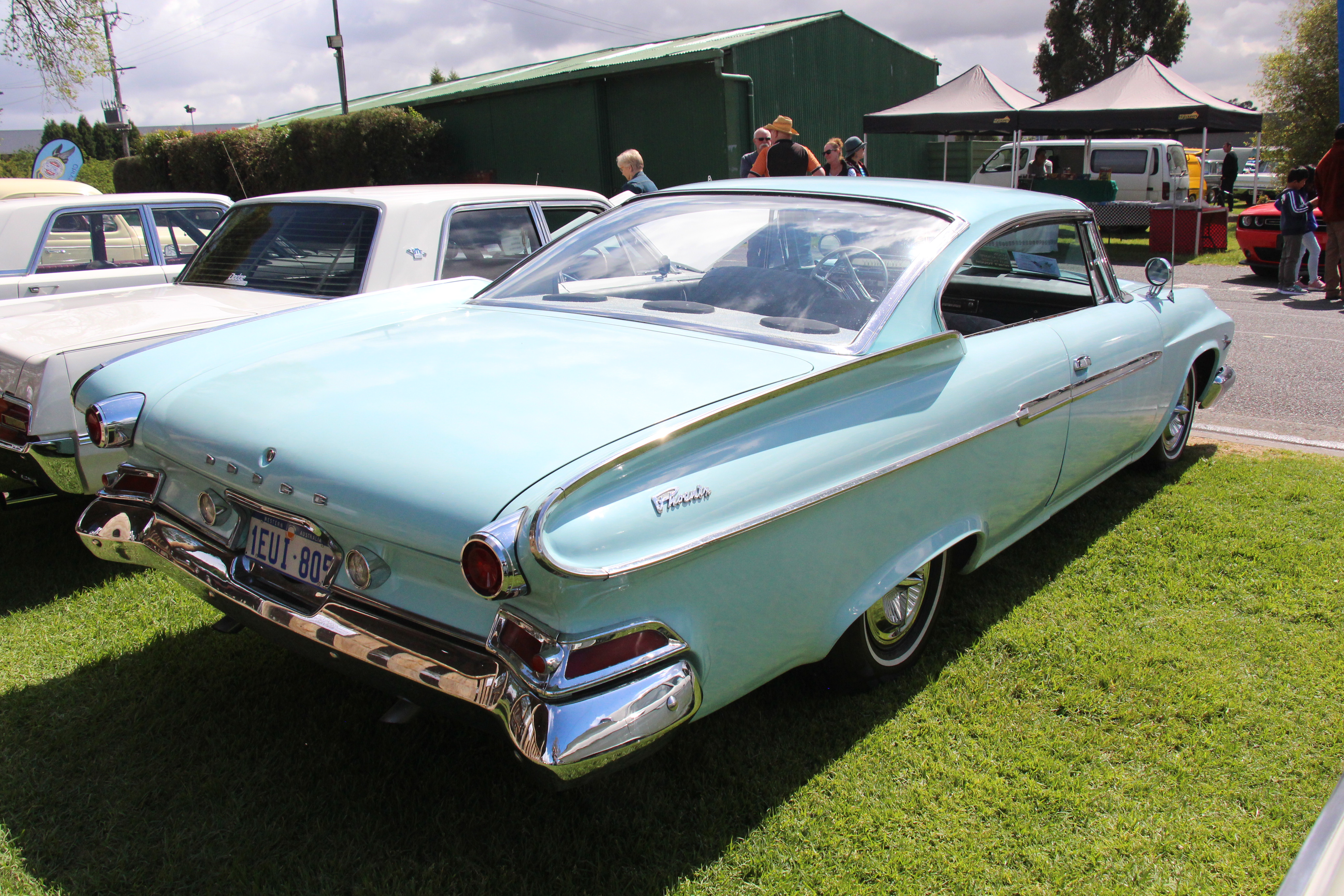
Coupé Dart Phoenix.

Le marché automobile de 1961 a été généralement une année de non-vente pour les ventes d'automobiles, et la production de Dodge a chuté à 269 367 unités, dont 142 708 étaient des Dart. Parmi toutes les Dart vendues, près de la moitié (66 100) étaient la finition Seneca, contre 111 600 en 1960. Les ventes combinées de Dart et de Polara étaient inférieures aux ventes de Plymouth pour 1961. Dodge s'est classée neuvième en termes de ventes sur le marché américain en 1961, contre une sixième place en 1960. Les ventes de la compacte Dodge Lancer étaient de 74 773 unités par rapport à sa jumelle de Plymouth, la Valiant, qui a vendu 143 078 unités pour la même année. Les modèles de l'année 1961 ont vu la production totale de Dodge chuter en dessous des modèles à vente lente de l'année 1959 et presque aussi désastreuse que les modèles de l'année de récession 1958, lorsque Dodge a été confrontée aux conséquences de la mauvaise réputation de ses modèles de 1957.

### Australie

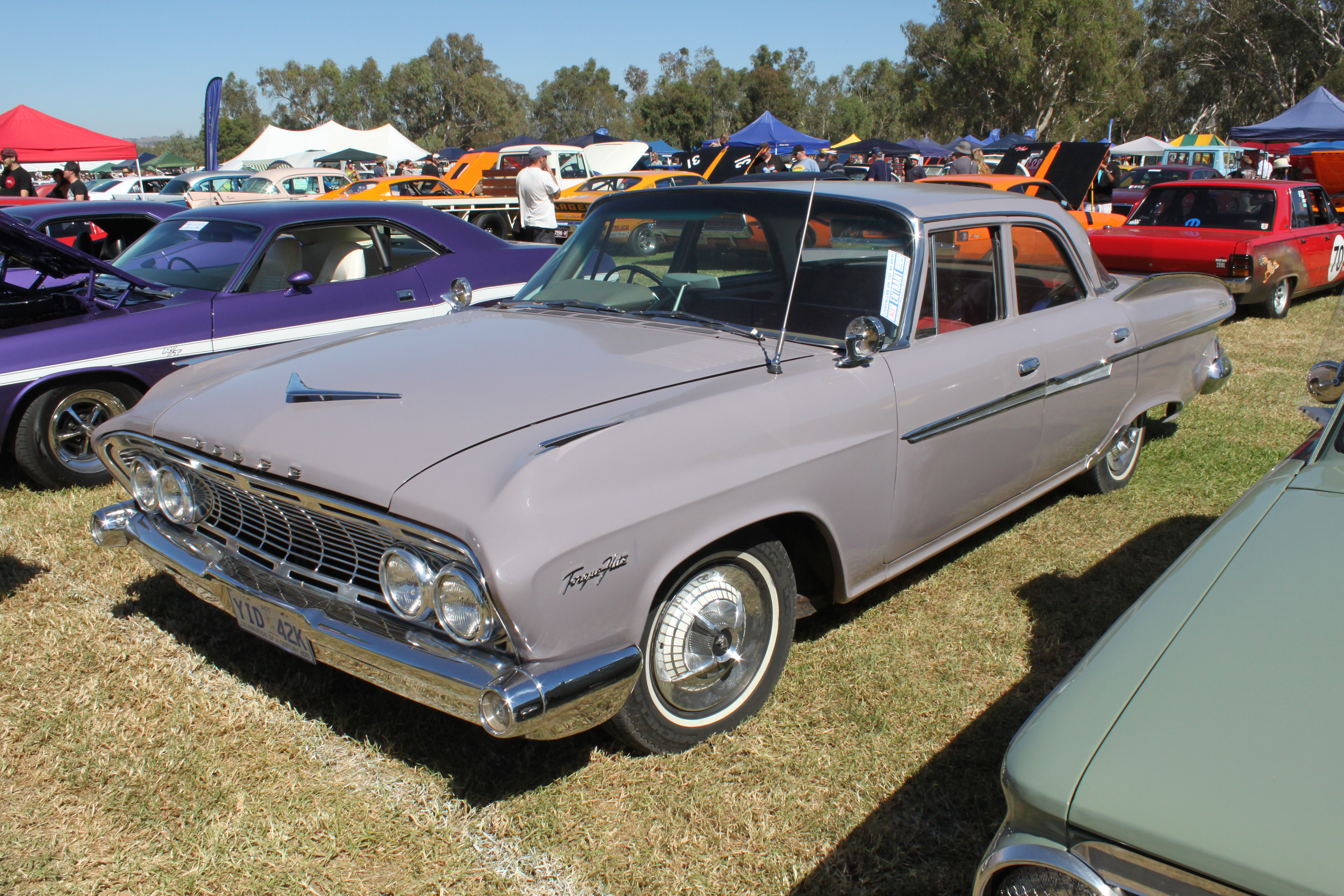
Phoenix RD4 de 1961.

Afin de disposer d'une automobile plus grande que les Chrysler Royal australiennes, qui étaient en réalité des Plymouth de 1954 améliorées, les chaines de montage canadiennes de la Dodge Dart expédient en kits de pièces détachées des carrosserie de berline Dart sur laquelle un tableau de bord de Plymouth, en version conduite à gauche, est installé. En opposition à la hiérarchie des marques en Amérique, ces automobiles de plus grand standing que les Chrysler Royal et Valiant sont vendues comme des Dodges et prennent le nom de Phoenix, allusion à la gamme haut de gamme des Dart dont elles dérivent étroitement. Aux Phoenix PD4 et RD4 (équivalent des Dart 1960-1961) succéde la SD2, issue des Dodge Dart de deuxième génération. Les Phoenix de 1963 et 1964 étaient, elles, basées sur les Dodge Polara 440 correspondantes avant que les modèles ultérieurs ne soient calquées sur les Plymouth Fury.

## Deuxième génération (1962)
Pour 1962, les niveaux de finition Seneca, Pioneer et Phoenix ont été supprimés; les niveaux de finition sont devenus Dart, Dart 330 et Dart 440. La Polara 500, offerte en toit rigide à 2 portes, toit rigide à 4 portes et convertible, était dimensionnellement identique mais pas officiellement une Dart à cause de son écusson "Polara 500". La Polara 500 n'a pas été construite ou vendue au Canada, et les modèles Dart étaient les mêmes qu'aux États-Unis, sauf que le modèle de base était badgé Dart 220.
La Dart et la Polara ont été réduites dans le cadre de l'effort hâtif de Chrysler de concurrencer ce que les dirigeants de l'entreprise pensaient être de grandes voitures de Chevrolet - en fait, ils avaient entendu parler non pas des grandes Chevrolet mais de la compacte Chevy II Nova, une compacte à moteur avant de base qui faisait plus directement concurrence avec les Ford Falcon, Rambler American et Plymouth Valiant que la Corvair. L'Impala de Chevrolet et la Galaxie de Ford sont toutes deux restées dimensionnées conformément aux normes en vigueur des voitures full-size.
La Dart redessinée était plutôt perçue comme une intermédiaire, comme la Rambler Classic ou la Ford Fairlane. Lorsque les concessionnaires Dodge ont exprimé leur mécontentement de n'avoir aucune vraie voiture full-size à offrir, Chrysler a rapidement créé la Dodge Custom 880 en janvier 1962 en plaçant l'assemblage frontal de la Dodge Polara de 1961 sur une carrosserie de Chrysler Newport de 1962.
La Dart de 1962, comme les Plymouth, était basée sur la nouvelle plate-forme monocoque légère "B", comprenant la suspension avant à barre de torsion "Torsion-Aire" de Chrysler et des ressorts à lames arrière asymétriques. La rigidité acquise grâce à la plate-forme monocoque presque pure combinée au faible poids de la suspension non suspendu et à la géométrie presque idéale fournissait une bonne gestion, un bon freinage et une bonne accélération; ce dernier point en particulier avec le V8 "Ramcharger" 413 (6,8 L) de 421 ch (309 kW) qui visait principalement les courses de dragsters sanctionnées, où elle a rapidement battue des records de performance.
La durée de vie de la nouvelle plate-forme B de la Dart a été assez longue; Alors que 1962 était la seule année pour un modèle nommé "Dart" avec la plate-forme B, la plate-forme B est restée en service avec seulement de très légères modifications et quelques nouvelles désignations de lettres jusqu'aux voitures à plate-forme R de 1981.

## Troisième génération (1963–1966)
Pour 1963, Dodge a pris une décision de dernière minute en abandonnant le nom Lancer en faveur de Dart pour la "compacte senior" nouvellement conçue par Dodge, un terme marketing faisant référence à l'empattement ayant atteint 2 819 mm par rapport aux 2 705 mm de la Lancer. Cet empattement plus long utilisait la même suspension A de la Valiant et de la Lancer disparue, et s'étayerait sur toutes les Dart de 1963 à 1976, à l'exception des familiales de 1963 à 1966 qui utilisaient l'empattement de la Valiant (empattement de 2 692 mm) et de la Demon/Sport de 1971 - 1976 qui utilisait l'empattement de 2 743 mm de la Plymouth Duster. L'empattement plus long donnait plus d'espace aux jambes à l'arrière que sur la Lancer précédente ou la Valiant contemporaine. La Dart était disponible en berline 2 ou 4 portes, en coupé à toit rigide 2 portes, en break et en cabriolet. Trois niveaux de finition étaient proposés: la 170 bas de gamme, la 270 de milieu de gamme et la GT haut de gamme qui n'était disponible qu'en version hardtop à 2 portes ou cabriolet. Le Dart de 1963 a un diamètre de braquage de 11,9 m.
La Dart connut un succès instantané sur le marché, avec des ventes de 1963 en forte hausse par rapport à celles de la Lancer de 1962. La Dart est restée extrêmement populaire jusqu'à la fin de sa production en 1976 en comparaison avec la Ford Falcon et la Chevrolet Nova.
Les versions initiales du moteur Slant-Six étaient de deux tailles: une version de 2,8 L, 102 chevaux (75 kW) qui étaient installés de série et une version de 3,7 L, 147 chevaux (108 kW) qui étaient disponibles pour moins de 50 $ supplémentaires. Le bloc moteur en aluminium du 3,7 L a été abandonné au début de l'année modèle 1963. Après le début de l'année-modèle 1964, un tout nouveau V8 LA de 4,5 litres compact et léger produisant 182 ch (134 kW) avec un carburateur double corps a été présenté comme option de moteur supérieure. 1964 était la dernière année pour la commande par bouton-poussoir de la transmission automatique Torqueflite en option, donc les Dart de 1963 et 1964 étaient les seuls modèles compacts ainsi équipés. Les rapports d'essieux standard en 1964 étaient de 2,93:1 avec la transmission automatique et le moteur 3,7 L, ou de 3,23:1 avec la transmission manuelle et le moteur 3,7 L, ou avec le moteur 2,8 L et l'une ou l'autre transmission. Un rapport de 3,55:1 était facultatif. Les nouvelles fonctionnalités comprenaient des serrures de porte plus solides et un starter automatique raffiné.
En 1965, le moteur 4,5 L à 2 corps est resté disponible, mais une nouvelle version performante du moteur 4,5 L a été lancée avec un carburateur à 4 corps, une compression de 10,5:1, un arbre à cames plus agressif avec des poussoirs solides et d'autres améliorations qui ont augmenté la puissance à 238 ch (175 kW). Dans le même temps, la Dodge Dart Charger a été proposée. Les Dart Charger étaient des Dart GT jaunes à toit rigide avec des intérieurs noirs, des moteurs Commando 4,5 L, des caractéristiques mécaniques et de finition haut de gamme et des badges spéciaux "Charger". Ils ont été les premiers modèles Dodge à porter le nom "Charger". L'année suivante, la plus grosse Dodge Charger à plate-forme B a été introduite, et le nom "Charger" étair désormais associé aux modèles Dart uniquement en tant que nom commercial "Charger 225" pour le plus gros moteur 6 cylindres en option.
D'autres nouvelles options pour 1965 comprenaient des composants de suspension améliorés et de plus grands roues et pneus de 14 pouces. La climatisation installée d'usine est devenue disponible après le début de l'année modèle 1965, ainsi que les freins à disque, qui nécessitaient les roues de 14 pouces pour dégager les étriers. Les ceintures de sécurité avant sont venues en standard.

## Quatrième génération (1967-1976)

### Moteurs
Le moteur Slant-6 de 2,8 L est resté de série, bien que sa puissance soit passée de 102 ch (75 kW) à 117 ch (86 kW) pour 1967, en raison de l'installation du carburateur plus gros du moteur 3,7 L et d'un arbre à cames révisé que le plus gros moteur avait reçu en 1965. Pour les véhicules du marché domestique nord-américain, le moteur 2,8 L de base a été remplacé en 1970 par une nouvelle version plus puissante de 3,2 L du Slant-6. Ce nouveau moteur de base était également moins coûteux à fabriquer, car contrairement au précédent 2,8 L, le 3,2 L utilisait le même bloc que le 3,7. La plus petite cylindrée a été obtenue avec un nouveau vilebrequin (92 mm par rapport aux 105 mm du vilebrequin du moteur 3,7 L) et de nouvelles bielles (178 mm de long par rapport aux 169 mm des bielles du moteur 3,7 L). Néanmoins, le 3,7 L est resté une option améliorer. Le moteur V8 petit bloc de 4,5 L a été remplacé sur la liste des options en 1968 par un moteur à 2 corps de 5,2 L. Le 5,2 L était évalué à 233 ch (172 kW) contre les 182 ch (134 kW) du moteur 4,5 L à 2 corps. En même temps, le moteur 4,5 L à 4 corps de 238 ch (175 kW) a été remplacé sur la liste des options par le moteur 5,6 L à 4 corps de 279 ch (205 kW) disponible uniquement dans les modèles Swinger de 1968-1972 et la plus chaude des Dart, le modèle GTS axé sur la performance. La Dart GTS était livrée en standard avec le V8 de 5,6 L. Un gros bloc 304 ch (224 kW) de 6,3 L était optionnel.

### 1967
La Dart et son modèle sœur, la Plymouth Valiant, ont été considérablement repensées pour l'année modèle 1967. En plus du nouveau style, les voitures ont reçu des systèmes de direction révisés, un espacement plus large des rails et du cadre avant et des éléments K redessinés capables d'accepter des moteurs plus gros. La Dart conserverait cette forme de base, avec des lifting comprenant un style avant et arrière révisé ainsi que la garniture intérieure, jusqu'à la fin de la production de cette carrosserie en 1976 pour l'Amérique du Nord et 1981 pour l'Amérique du Sud.
La Dart restylée de 1967 comportait une lunette arrière avec des courbes inversées composées. Cela créé une lunette arrière d'apparence unique, mais avec une tendance à recueillir la neige et à créer des montants arrière épais qui avaient l'air formels mais créaient des angles morts pour les conducteurs. Un verre latéral incurvé a été utilisé pour la première fois sur une Chrysler compacte. À l'avant, il y avait un nouveau contour frontal à double plan: la section centrale de la calandre, le pare-chocs et le bord d'attaque du capot étaient en retrait par rapport au plan avant de la voiture. Les simples projecteurs étaient placés en avant de la section centrale encastrée, définissant le plan avant. Les feux de stationnement/clignotants étaient installés dans la calandre, dans les coins formés par la zone de transition entre les sections encastrées et avant. Ce même traitement avant, avec des modifications esthétiques mineures à la calandre et les feux de position/clignotants déplacés sur le pare-chocs avant, a également été utilisé par Chrysler Australia pour leur Valiant modèle VE de 1967.
Avec la nouvelle conception, des modifications ont été apportées à la gamme Dart, à commencer par l'élimination du break et de la désignation «170» du modèle de base. Les seuls styles de carrosserie étaient les berlines 2 et 4 portes, le toit rigide et le cabriolet. Le modèle 2,8 L de base était désormais simplement badgé "Dart". Les versions 4,4 L et GT ont pour la plupart été inchangées. À la fin de 1967, le modèle GTS a fait ses débuts, mais a été construit en quantités limitées en raison de son retard dans l'année modèle; la GTS de 1968 serait, sans doute, améliorée en s'équipant de série du nouveau V8 à haut rendement de 5,6 L.
La Dart de 1967, avec tous les autres produits Chrysler de 1967, a obtenue un nouveau système de freinage hydraulique à double circuit qui s'assure que la perte de pression dans les freins avant n'empêcherait pas les freins arrière de fonctionner, et vice versa. Le système intégrait également un témoin de panne du système de freinage sur le tableau de bord. D'autres changements, pour se conformer aux nouvelles lois fédérales sur la sécurité, comprenaient des colonnes de direction pliables, un rembourrage supplémentaire sur le tableau de bord et des pare-soleil. Des ancrages de ceinture d'épaule ont également été installés pour les occupants des extrémités avant.
La refonte de 1967 a supprimé toutes les traces de l'ancien style de Virgil Exner, qui s'est avéré moins populaire au début des années 1960. La nouvelle carrosserie mieux dessinée et s'est avérée être extrêmement populaire, ce qui a amené les ventes de la Dart à dépasser les compactes de Ford et GM.

### 1968
Les changements pour 1968 ont été relativement subtils. Les feux de position et de clignotants de la calandre ont été légèrement déplacés vers l'intérieur et arrondis. Des feux de position latéraux ont été ajoutés aux ailes avant et aux panneaux latéraux arrière pour se conformer à la nouvelle norme fédérale 108 sur la sécurité des véhicules automobiles. Les harnais d'épaule (séparés, cette année et jusqu'en 1973, des ceintures sous-abdominales) et une finition mate non éblouissante pour les bras d'essuie-glace faisaient également partie de la finition de sécurité exigée par le gouvernement fédéral en 1968. Le système de contrôle des émissions "Clean Air Package" de Chrysler est devenu un équipement standard sur les voitures vendues dans les 50 États. La colonne de direction a de nouveau été révisée, tout comme les joints de pare-brise et de lunette arrière et les bandes de verrouillage de garniture, laissant ces pièces de 1967 comme des articles d'un an seulement. Le rapport d'essieu arrière standard est passé de 2,93 à 2,76 avec tous les moteurs aux performances standard et la transmission automatique. La fonctionnalité de rétrogradage à mi-régime a été ajoutée en tant que raffinement à la transmission automatique TorqueFlite dans les voitures à 6 cylindres, pour conserver des performances de ville acceptables avec le rapport d'essieu arrière plus élevé.

#### Dart Hemi
Une option limitée pour 1968 seulement, code L023, les Dart Hemi retravaillées par Hurst ont utilisé le moteur Hemi 426 (7,0 L). Ces modèles spéciaux (seulement 80 ont été fabriqués) ont strictement été créés pour les courses de dragsters et comprenaient une exclusion de garantie. Le 20 février 1968, le siège social de Highland Park, Michigan, a envoyé un communiqué de presse aux concessionnaires Dodge à travers le pays. Il s'agissait d'un emplacement promotionnel destiné à vendre des Dart alimentée par Hemi. Le communiqué de presse déclarait que Dodge voulait fabriquer et construire une voiture de dragster d'usine à partir de la Dart GTS à toit rigide de 68 pour la compétition en classe B Super Stock (course de dragsters). Les ingénieurs ont déclaré que la nouvelle Dart Hemi atteindrait la vitesse de 209 km/h en moins de 11 secondes et atteindrait le quart de mile (402 m) dans la plage des 10–11 secondes, bien que des temps dans les plages des 9–10 secondes aient été signalés.
Pour garder un poids bas, un capot et des ailes en fibre de verre ont été utilisés. Le capot était doté d'une prise d'air fonctionnelle et de quatre goupilles de capot pour un retrait complet du capot. Des portes légères en acier trempé à l'acide avec de minces vitres latérales ont été utilisées. Comme les portes n'avaient pas de mécanisme de fenêtre, une sangle a été fixée au bas de la vitre dans l'intérieur du panneau de porte. Pour garder la vitre en haut, la sangle se verrouillée à l'intérieur de la porte. L'intérieur ne comprenait que deux sièges baquets d'une camionnette Dodge. La console centrale, le chauffage, les insonorisants, les rétroviseurs extérieurs, la radio, la moquette et même les accoudoirs ont été omis pour gagner du poids.
Le moteur était un Hemi 7,0 L spécifique pour la course. Ces moteurs avaient un taux de compression de pistons de 10,25:1, alésage × course : 108,0 mm × 95,3 mm alimenté par un carburateur Holley à 2 × 4 corps au sommet d'un collecteur d'admission Crossram en aluminium léger évalué à 431 ch (317 kW) à 5 000 tr/min et un couple maximal de 664 N m à 4 000 tr/min,. Une batterie Mopar haute performance a été déplacée dans le coffre pour libérer de l'espace et améliorer la répartition du poids.
Les Dart pouvaient être commandées avec une transmission manuelle à quatre vitesses ou une transmission automatique à trois vitesses. Les voitures équipées d'une transmission manuelle, code A-833, comportaient un essieu Dana 931/44 renforcé avec un rapport de démultiplication de 4,88, un embrayage renforcé, un carter en acier et un arbre de couple et des pivots spéciaux. Les transmissions manuelles étaient modifiées en supprimant les synchroniseurs, ce qui réduisait les chances de changements de vitesses manqués. Un levier de vitesses Hurst monté au sol est venu en standard.
Les transmissions automatiques étaient alors la nouvelle TorqueFlite 727 de Chrysler à trois vitesses construite avec une grande section de pignon de tige centrale de 831/44 pouces avec un rapport de démultiplication de 4,86 et un convertisseur de couple à grande vitesse de 2 600 tr/min. Elles ont également été modifiées avec un levier de vitesses Hurst monté au sol pour un changement de vitesses manuel.
Les autres caractéristiques comprennent des amortisseurs arrière robustes, un radiateur robuste avec un ventilateur à sept pales pour le garder au frais, des poulies à gorge profonde, une pompe à huile de haute capacité, une came de levage solide et une chaîne de distribution à rouleaux pour réduire l'étirement et fournir des performances plus fiables. Un distributeur à rupteur à deux points transistorisé et couplé à un allumage Prestolite et des fils conducteurs a également été utilisé.
Les voitures pesaient environ 1 361 kg. Les voitures ont été conçues pour répondre aux exigences légales de la rue, mais en raison des modifications, les voitures sont venues avec des avertissements disant qu'elles n'étaient pas destinées à une utilisation dans la rue, mais plutôt à des "essais d'accélération supervisés" ou à des courses de dragsters.

### 1969
La berline 2 portes a été abandonnée à la fin de 1968 et remplacée par la Swinger à toit rigide 2 portes pour 1969. La Swinger 340 a également été ajoutée. Toute la gamme Dart de 1969 a reçu des finitions mises à jour, y compris une autre révision mineure de la calandre et un retour aux feux de position/clignotants rectangulaires. Les feux de position latéraux de 1968 ont été remplacés par des réflecteurs rectangulaires. Les appuie-tête étaient des équipements optionnels jusqu'au 1er janvier 1969, date à laquelle leur installation est devenue obligatoire en vertu de la loi fédérale. Les modèles à 6 cylindres ont reçu un système anti-glace pour le carburateur, emprunté aux Chrysler à moteurs 6 cylindres du marché canadien et les dispositifs de réglage automatique des freins à tambour ont été révisés pour un fonctionnement plus cohérent. Au sommet de la gamme des Dart de performances de 1969, la disponibilité du V8 7,2 L dans le modèle Dart GTS était limitée.

### 1970
La Dart a été rafraîchie pour 1970 avec des modifications avant et arrière conçues pour rapprocher la voiture des thèmes de conception trouvés dans les véhicules full-size de Dodge grâce à des changements de calandre et de contour. À l'arrière, les nouveaux feux arrière rectangulaires de la Dart ont été intégrés dans un pare-chocs arrière en forme de coin, prolongeant le bord de fuite incliné du nouveau couvercle de coffre et des panneaux latéraux. Le style arrière révisé n'a pas changé l'espace de coffre de 400 dm3 du modèle de 1969. Les roues de 14 pouces sont devenues des équipements de série, et le Slant-6 de 2,8 L a été remplacé par une version plus grande de 3,2 L pour améliorer les performances du modèle de base et pour une plus grande économie de fabrication - le 3,2 L utilisait le même bloc que le 3,7 L, tandis que le 2,8 L avait utilisé un bloc différent. Les modifications apportées au système d'alimentation en carburant ont amélioré la conduite, la consommation et le contrôle des émissions. La rétrogradation à mi-régime a été ajoutée aux modèles à 8 cylindres avec boîtes de vitesses automatiques. Conformément à la norme fédérale de sécurité des véhicules automobiles 108, des feux de position latéraux et des réflecteurs ont été installés aux quatre coins. Les Dart de 1970 des marchés américain et canadien sont construites au Canada aux usines d'assemblages de Windsor, en Ontario ou de Los Angeles, en Californie. Toutes les Dart de 1970 ont obtenu le verrouillage de la colonne de direction et du démarrage exigés par le gouvernement fédéral.
Le nom "Swinger" a été appliqué à toutes les Dart à toit rigide deux portes, sauf dans la finition personnalisée haut de gamme. Un certain nombre d'autres changements ont été apportés à la gamme Dart pour éviter une concurrence interne avec la nouvelle Challenger de Dodge: le cabriolet Dart a été abandonné avec le V8 de 6,3 L en option, laissant le moteur V8 5,6 L de 279 ch (205 kW) à 4 corps comme moteur Dart supérieur. Le modèle de performance de la gamme Dart pour 1970 était la Swinger 5,6 L à toit rigide 2 portes. La Swinger 5,6 L de 1970 était livrée avec des prises d'air de capot fonctionnelles avec des emblèmes 340. L'équipement standard comprenait des freins à disque avant (uniquement sur la Swinger), une suspension "Rallye" robuste, un rapport d'essieu arrière de 3,23:1, des pneus à plis croisés avec ceinture en fibre de verre montés sur des roues en acier de 14" × 5½" et une bande avec motif bourdon. L'équipement en option comprenait une mise à niveau par rapport à la banquette standard avec des sièges baquets tout en vinyle, avec lesquels une console centrale pouvait être commandée. Une mise à niveau du capot du modèle de performance avec des prises d'air a été peinte en noir mat avec des goupilles de fixation du capot. Les options mécaniques comprenaient les freins et la direction assistés. Les roues "Rallye" et les enjoliveurs de roues à rayons étaient également facultatifs, tout comme un compte-tours à 6 000 tr/min et un toit en vinyle noir ou blanc.

### 1971
Les doubles feux arrière de la Dart de 1970 ont été cédés à la Plymouth Valiant Scamp rebadgée, tandis que la Dart de 1971 a reçu de nouveaux quadruples feux arrière plus petits qui seraient utilisés jusqu'en 1973. Le coupé hardtop 2 portes est devenu la Swinger, et la Swinger standard est devenue la Swinger Special. Dodge a acquis une version du populaire fastback Duster basée sur la Valiant et devait être nommé Beaver, mais lorsque le service marketing de Chrysler a appris que "Beaver" (castor) était de l'argot CB pour vagin, le véhicule a été renommé "Dart Demon".
Comme ce fut le cas avec les précédentes Plymouth Valiant rebadgées en Dodge, tels que la Lancer de 1961-1962, les ventes de la Demon étaient à la traîne par rapport à celles de la Duster. Avec des prises d'air de capot et un traitement de capot noir en option, la voiture a été annoncée comme une voiture de performance. Les feux de position des ailes avant de type Dart de la Demon et les feux de position des ailes arrière de type Duster révèlent que la voiture était essentiellement une Duster avec un avant de Dart et d'autres changements de style mineurs. Une nouvelle option audio est devenue disponible pour 1971: le magnétophone à cassettes de Chrysler. Contrairement aux cassettes 8 pistes, le lecteur de cassettes était relativement compact et il était monté sur la console ou sur son propre boîtier monté au sol. Cette unité offrait un microphone dans lequel on pouvait enregistrer sa propre dictée.
La Swinger 340, le modèle Dart de performance, a été remplacée par la Demon 340 avec des prises d'air de capot en option et un traitement de capot en noir. En 1971, Chrysler a abandonné une pratique de longue date consistant à installer des goujons de roue filetés à gauche sur le côté gauche du véhicule; les goujons de toutes les roues de la Dart utilisaient désormais des filetages à droite conventionnels.

### 1972
Les modifications pour 1972 comprenaient une calandre révisée sans le séparateur central des modèles de 1970 et 1971, de nouveaux feux de position latéraux plutôt que les unités encastrées précédentes, le groupe d'instrumentations était maintenant partagé avec la Valiant et comportait un grand compteur de vitesse rectangulaire et plusieurs indicateurs à petits cadrans ronds; l'option radio AM/FM est revenue. La Demon avait de nouveaux badges "Demon" en métal montés sur les ailes, sans le petit personnage diabolique des décalcomanies de 1971. L'autocollant "Demon" à l'arrière de la voiture a été remplacé par les emblèmes Dodge et Dart sur le bord inférieur droit du couvercle de coffre. Certaines Demon avec bandes adhésives latérales et arrière ont conservé le personnage diabolique sur la bande,. Une nouvelle prise d'air de capot unique optionnelle a remplacé les doubles prises d'air de 1971 et a été couplée à une peinture de capot noire qui était standard sur le modèle Demon Sizzler haut de gamme de 1971. Les voitures équipées des roues de rallye optionnelles sont désormais livrées avec des capuchons centraux nouvellement redessinés, finis par une peinture argent clair (argent). La production de la Demon était nettement inférieure à celle de la Duster; cela se reflète dans les valeurs des voitures de collection, plus élevées pour la Demon, en particulier les modèles V8.

### 1973
Les Dart de l'année modèle 1973 ont reçu un nouveau style avant avec des ailes, une calandre, un panneau avant et un capot révisés. Des pare-chocs avant massifs ont été installés pour se conformer aux nouvelles réglementations fédérales, ainsi que des poutres de protection contre les chocs latéraux dans les portes et de nouveaux dispositifs de contrôle des émissions. De nouveaux freins à disque à piston unique ont remplacé les unités à 4 pistons plus complexes proposées de 1965 à 1972.
Le nouveau système d'allumage électronique de Chrysler était un équipement standard sur tous les moteurs, et les démarreurs ont été révisés pour accélérer le démarrage du moteur. Le cadre K a été modifié pour accueillir un nouveau support de moteur à bobine qui limitait le roulis du moteur à 3°. Les rotules supérieures ont été mises à niveau vers les unités des voitures à plate-forme B plus grandes. Parallèlement à ces changements de châssis, le modèle de boulon de roue sur les Dart avec freins à disque a été agrandi de 102 à 114 mm commun avec les plus grandes voitures de tourisme à plate-forme B et C construites par Chrysler. Les Dart avec freins à tambour à 4 roues ont continué avec le modèle de boulon plus petit. L'essieu arrière standard était toujours l'unité de 184 mm, mais l'option lourde était maintenant un article de 210 mm plutôt que l'essieu arrière de 203 mm précédent. Les rapports d'essieu arrière standard étaient de 2,76:1 avec une transmission automatique et de 3,23:1 avec une manuelle, bien que d'autres rapports soient disponibles. Les ailes de ventilation ont été supprimées de la Swinger, mais pas des berlines 4 portes. Une nouvelle finition "Quiet Car" était disponible, comprenant une isolation acoustique supplémentaire, des suspensions d'échappement de qualité supérieure et un résonateur d'échappement.
Le fastback Demon a été renommé "Dart Sport" en réponse aux plaintes des groupes chrétiens concernant le nom "Demon" et le logo du diable avec une fourche. Le modèle haute performance est ainsi devenu la Dart Sport 340 et 1973 a vu des changements de style pour accompagner le changement de nom. La Dart Sport a reçu la même nouvelle face avant que les autres Dart et ses feux arrière ont été modifiés en deux feux par côté, chacun avec un anneau chromé. Ceux-ci resteraient inchangés jusqu'à l'année modèle 1976.

### 1974
En 1974, les pare-chocs de 8 km/h de la norme fédérale américaine d'impact ont été étendus pour couvrir les pare-chocs arrière en plus des pare-chocs avant, et en conséquence, les pare-chocs arrière des berlines Swinger et Dart sont devenus beaucoup plus massifs. Des feux arrière plus grands que ceux des modèles de l'année précédente étaient placés au-dessus du pare-chocs arrière, plutôt qu'à l'intérieur. Les ceintures d'épaule et les ceintures sous-abdominales ont finalement été combinées dans tous les produits Chrysler en un modèle rétractable, sensible à l'inertie et à boucle unique, appelé "Unibelt", remplaçant les ceintures sous-abdominales et d'épaule distinctes et difficiles à utiliser qui avaient été installées jusqu'en 1973.
L'embargo pétrolier arabe de 1973 a augmenté les ventes de petites voitures aux États-Unis. Dodge a présenté la Dart SE (Special Edition) au milieu de 1974 en tant que berline quatre portes et toit rigide à deux portes. La SE comprenait des sièges baquets à dossier haut en velours avec accoudoir rabattable, des panneaux de porte recouverts de moquette, un tableau de bord en similibois et des enjoliveurs de luxe ainsi qu'une transmission automatique TorqueFlite en équipement standard. La SE est équipée de la finition "Quiet Car" introduite en 1973. Le système de climatisation, disponible sur toutes les Dart, avait une capacité accrue, un temps de recharge plus rapide et des températures minimales plus basses. Une soupape de régulation de pression d'évaporateur, utilisée depuis longtemps sur les plus gros produits de Chrysler, variait la capacité du compresseur sans faire fonctionner l'embrayage.
La Dart Sport 340 a été remplacée par la Dart Sport 360 de 248 ch (183 kW), car le moteur V8 de 5,9 L a remplacé le moteur de 5,6 L abandonné après 1973.

### 1975
Les modèles de 1975 étaient pratiquement identiques aux modèles de l'année 1974, à l'exception d'une nouvelle calandre et que les modèles de la Californie et de certains endroits en haute altitude étaient équipés de convertisseurs catalytiques et nécessitaient donc de l'essence sans plomb. Tous les modèles de 1975 ont dû passer un test d'écrasement de toit et pour répondre à cette exigence stricte, des renforts supplémentaires ont été ajoutés à toutes les Dart à toits rigides 2 portes. De l'acier épais avait été incorporé dans la conception du pare-brise, du pilier et du toit. Les Dart étaient également équipées d'une colonne de direction à absorption d'énergie améliorée qui utilisait plusieurs fentes à l'intérieur de la colonne pour remplacer la conception de maille alambiquée utilisée auparavant. À l'impact, la force appliquée au volant recourbait l'intérieur de la colonne sur un mandrin monté au sol. Les normes fédérales de sécurité automobile ont brièvement exigé que les ceintures de sécurité avant comprennent un système de verrouillage du démarreur qui empêchait le démarrage du moteur à moins que l'occupant du siège passager avant et que le conducteur ne bouclent leur ceinture.
Le moteur slant-six 198 a été abandonné et le moteur 3,7 L est devenu un équipement standard sur tous les modèles. Comme en 1974, le V8 5,9 L était limité au modèle Dart Sport 360. Une transmission manuelle à 4 vitesses était offerte avec le moteur 6 cylindres pour la première fois sur le marché nord-américain depuis 1965, et avec un nouveau 4e rapport avec surmultiplication de 30 %. Il s'agissait de la première application de surmultiplication de Chrysler depuis 1959. Le rapport de transmission final en quatrième vitesse était de 2,36:1 sur les slant-six équipées de l'essieu arrière de 3,23:1 et de 2,15:1 sur les V8 équipés de l'essieu arrière de 2,94:1. Le résultat était moins de bruit et d'usure du moteur et une plus grande économie de carburant.
Aussi pour 1975, les radiateurs avaient une capacité de chauffage 14 % supérieure par rapport à ceux des modèles de l'année précédente. La capacité supplémentaire est le résultat de l'ajout d'une troisième vitesse au système de soufflerie, qui fournissait un débit d'air 20 % plus élevé au réglage maximum. Le cycle de minuterie de la grille de désembuage chauffante électrique de la lunette arrière a été doublé à 10 minutes. De plus, l'isolation acoustique a été améliorée.

### 1976
1976 était la dernière année de la Dart sur le marché nord-américain. Le rétroviseur était monté sur le pare-brise plutôt que sur le toit. Les freins à disque avant sont devenus un équipement standard le 1er janvier 1976, conformément aux exigences plus strictes du gouvernement fédéral américain en matière de performances de freinage, un nouveau volant à 2 branches a fait ses débuts et un nouveau frein de stationnement à pédale a remplacé la poignée en T sous le tableau de bord utilisée depuis l'introduction de la Dart de 1963 en tant que voiture compacte. Les feux de stationnement de la calandre étaient ambrés, tandis que les modèles des années précédentes avaient des lentilles transparentes avec des ampoules de couleur ambre.
La Dart Sport 360 a été abandonnée pour devenir un modèle distinct en 1976, mais le V8 5,9 L à quatre corps, double échappement (sans convertisseurs catalytiques) était une option de 376 $ (sauf en Californie) pour les modèles Dart Sport V8 avec transmission automatique de 3 370 $. Le magazine Car & Driver a testé la Dart Sport 360 dans le numéro d'avril 1976, la comparant à la Chevrolet Corvette et la Pontiac Trans Am, et a trouvé sa vitesse de pointe à 196 km/h, deuxième après les 200 km/h de la Corvette.

#### Finition de police A38
En 1976, la Dart a été offerte avec une finition de police, avec le code de production A38. La Dart A38 avait des composants et des systèmes de haute spécification, y compris une suspension robuste avec une barre stabilisatrice arrière, ressorts à lames plus solides et amortisseurs plus fermes, freins plus grands avec plaquettes de disque avant semi-métalliques, refroidissement maximum du moteur et alternateur et batterie haute capacité. Les moteurs étaient les Slant-six 3,7 L, V8 5,2 L et V8 LA 5,9 L de Chrysler (223 ch (164 kW), dans 49 états les modèles n'avaient pas de catalyseur mais un véritable double échappement; les modèles californiens avaient un convertisseur catalytique et un seul échappement) avec une transmission TorqueFlite A727. Des équipements spécifiques pour la police, tels qu'un compteur de vitesse étalonné ("certifié" à 120 mph (193 km/h)), un plafonnier à haute intensité et un faisceau de câbles pour la barre lumineuse du toit étaient des équipements standard et un projecteur sur le montant A et des barres de poussée étaient en option. Le volume de production était faible, la plupart des Dart A38 allant aux services de police de Los Angeles et de Ventura dans le sud de la Californie. Pour la plupart, les services de police préféraient la Dodge Coronet, intermédiaire plus grande, ou la Dodge Monaco full-size.

### Dart aux finitions sportives

#### Convertriple et Hang Ten
Pour 1973 et 1974, l'option «Convertriple» sur la Dart Sport comprenait un siège arrière/panneau de sécurité rabattable offrant 1,96 m d'espace longitudinal et un toit ouvrant en métal à commande manuelle. Elle a été annoncée comme « trois voitures en une »: une compacte économique, une alternative décapotable en raison du toit ouvrant et une alternative break spacieux en raison du siège arrière rabattable,.
La Convertriple était la base de l'option "Hang 10" de 1975. Elle visait les surfeurs dans une tentative des spécialistes du marketing Dodge de mieux déterminer les préférences des consommateurs dans un marché ou les ventes des modèles de performances sont en baisse. « Hang ten » est une expression de surf indiquant que l'on s'équilibre à l'extrémité d'une planche de surf avec ses dix orteils tout en surfant sur la vague. Disponible uniquement en extérieur blanc coquille d'œuf avec un toit ouvrant installé d'usine, le siège arrière rabattable de la voiture permettait le chargement d'une planche de surf à travers le coffre. L'option Hang 10 continué le thème du surf avec divers matériaux à rayures colorées accentuant les sièges et les panneaux de porte en vinyle blanc. Un tapis à poils longs orange recouvrait le dos du siège arrière rabattable tandis que le tableau de bord et la console centrale étaient en orange. Des rayures extérieures rouges et bleues commencaient au quart des panneaux avec un graphique de surfeur. Une conception de planche de surf descendait au centre du capot. Entre les feux arrière, le motif grossi à rayures en lettres en forme de planche de surf affichait "Hang 10".

#### Caravan Tan
Au milieu de 1974, Dodge a présenté la finition «Caravan Tan». Les caractéristiques de cette Dart Sport comprenaient une banquette en vinyle de couleur désert avec des inserts rayés multicolores et de la tuyauterie blanche et un tableau de bord et des tapis de couleur or. Les choix de couleurs extérieures étaient pierre de lune foncée, Sienna, or métallisé, or foncé métallisé, fauve doré et blanc.

#### Spirit of '76
En lien avec le bicentenaire des États-Unis, une édition "Spirit of '76" de la Dart Sport comportait de la peinture blanche avec des rayures latérales rouges et bleues proéminentes destinées à évoquer l'image du drapeau américain.

#### Dart Lite
En réponse à un intérêt accru pour l'économie de carburant, Dodge a offert la finition d'économie de carburant "Dart Lite" qui pesait 68 kg de moins que la Dart Sport ordinaire. Le slant-six 3,7 L était le seul moteur disponible, équipé pour la première fois depuis 1960 d'un collecteur d'admission en aluminium et d'un carburateur et distributeur spécialement calibrés. Les supports de renfort du pare-chocs étaient en aluminium au lieu d'acier, tandis que le contreventement du capot et du coffre et des panneaux intérieurs étaient également en aluminium. Le bloc moteur slant-six avait déjà été modifié pour réduire le poids en 1975; au milieu de la production de 1976, son vilebrequin est passé de l'acier forgé à de la fonte plus légère. Le système d'échappement à haut débit comprenait un convertisseur catalytique à double biscuit, un tuyau d'échappement de 57 mm et le silencieux utilisé sur les modèles V8. La Dart Lite était équipée d'un essieu arrière de 2,94:1 plutôt que du rapport habituel de 3,21:1 lorsque la voiture était commandée avec une transmission manuelle à trois ou quatre vitesses. Le boîtier de la transmission manuelle 4 vitesses A833OD avec surmultiplication était en aluminium. Comme tous les autres Dart, les Dart Lite avec transmission automatique sont livrées avec un essieu arrière de 2,76:1 en équipement standard. La Dart Lite avec transmission manuelle a été évaluée par l'EPA à 6,5 litres aux 100 km en conduite sur autoroute. La version Plymouth était la Duster Feather.

## Taxi
Des Dart ont été offertes à l'industrie des taxis durant toute leur production de 1963 à 1976. Bien que les spécifications varient selon l'année, les améliorations intérieures comprenaient généralement des tapis de sol avant et arrière robustes en caoutchouc noir, ressorts de coussin de siège robustes avec dossier entièrement en mousse et sièges en mousse à air, garniture noire tout en vinyle avec housses de siège en vinyle épais, sangles ou poignées d'aide pour tirer les portes à l'intérieur et un voyant de porte entrouverte pour le conducteur. Mécaniquement, les Dart taxis étaient généralement équipés de freins lourds, pneus lourds, amortisseurs robustes, barres de torsion avant robustes et ressorts à lames arrière robustes, un alternateur à haut rendement, un système de refroidissement à capacité accrue et étalonnage du carburateur extra-maigre pour une plus grande économie. En 1976, la finition taxi Chrome Yellow n'était disponible qu'avec un moteur slant-six 3,7 L développant 96 ch (71 kW) et 230 N m; la transmission était le (rare) A-727-RG (moteur surélevé, qui était de la série des slant-six), émissions californiennes: 91 ch (67 kW) et 224 N m. Les options comprenaient une finition supprimant la radio et le Fuel Pacer System. Beaucoup - sinon toutes - avaient le code de couleur carrosserie "999", ce qui signifie une peinture sur commande spéciale.

## Course et compétition

### D-Dart
Dodge a offert une version performante de la Dart GT en 1966. Connue sous le nom de D-Dart pour une utilisation compétitive dans la catégorie D/stock de la NHRA, le V8 4,5 L a été modifié pour produire 279 ch (205 kW). La majeure partie de la puissance provenait d'un carburateur plus grand et d'un arbre à cames plus radical. Le bulletin envoyé aux concessionnaires Chrysler mentionne également un essieu arrière de 222 mm avec un rapport de transmission final de 4,89:1.

### Compétition SCCA
En 1966, la SCCA a introduit le nouveau Championnat transaméricain des berlines qui permettait la compétition entre les Dodge Dart, Plymouth Barracuda, Chevrolet Corvair, Ford Mustang et d'autres « voitures de tourisme de production » avec un empattement maximal de 2 946,4 mm. Les voitures concouraient dans deux catégories, plus de 2 litres et moins de 2 litres. Peu de modifications étaient autorisées; les pare-chocs, les sièges arrière et les tapis de sol pouvaient être retirés, les silencieux pouvaient être remplacés par des tuyaux droits et différentes roues pouvaient être utilisées tant que le diamètre et la largeur de la jante d'origine étaient maintenus. Tout composant moteur disponible chez les concessionnaires étaient approuvé pour utilisation. L'équipe de course de Bob Tullius, appelée "Groupe 44", utilisait les modèles Dart 4,4 L coupés et coupés GT avec des moteurs 4,5 L à 4 corps et était parrainé par Quaker State. L'équipe a remporté une course d'endurance de 24 heures au Marlboro Motor Raceway dans la voiture no 4 conduite par Tullius et Tony Adamowicz, qui allait également gagner au Riverside International Raceway. Dodge a retiré le parrainage des Dart après une saison.

### Super stock
Bien que des pilotes comme Dick Landy et Don Garlits aient modifié des Dart au milieu des années 1960 pour participer à la National Hot Rod Association - catégorie voitures drôles de la NHRA utilisant le Hemi 7,0 L, les courses en catégorie super stock pour la Dart étaient presque inexistantes en raison du petit V8 disponible. En 1968, Dodge a fait appel à Hurst Performance pour construire un nombre limité de Dart propulsées par le gros bloc RB de 7,2 L et le Hemi 426 de 7,0 L pour concourir dans la catégorie SS/B sous le nom de LO23 "Dart Hemi Hurst". Selon Larry Shepard, ingénieur de Chrysler, la majorité de ces Dart étaient propulsées par un moteur Hemi, bien qu'une petite série de cinquante Dart à moteur 7,2 L ait également été construite en 1968. "En 1969", a déclaré Shepard, "nous avons construit plus de 600 Dart de 7,2 L, essentiellement les mêmes que les 383 GTS, à l'exception du moteur.".

## Marchés étrangers
Des Dart de 1960, 1961 et 1962 avec conduite à droite ont été exportées vers des pays du Commonwealth tels que l'Australie, l'Afrique du Sud, Singapour et badgées sous le nom de Dodge Phoenix. En Afrique du Sud, une version de la marque DeSoto appelée Diplomat a également été vendue de 1960 à 1962. Une fois que le nom "Dart" a été déplacé sur la voiture compacte de Dodge pour 1963, la Phoenix n'était plus liée à la Dart; par la suite, chaque année jusqu'en 1971, le nom "Phoenix" était appliqué à une version conduite à droite d'une Dodge ou d'une Plymouth à plate-forme B ou à plate-forme C pour exportation vers le Commonwealth.

### Amérique du Sud
La production de Dart à plate-forme A s'est poursuivie au Brésil, où elles étaient également vendues sous le nom de Charger, jusqu'en 1981 et en Colombie jusqu'en 1977. Des Dart sur base de voitures à plate-forme A avec différents noms, y compris Valiant, Coronado et Polara, ont été produites en Argentine jusqu'en 1979. Les voitures brésiliennes à plate-forme A utilisaient l'empattement de 2 820 mm des modèles de 1970 et étaient toujours équipées du V8 de 5,2 L, configuré pour fonctionner avec le carburant à indice d'octane inférieur utilisé en Amérique latine à l'époque. À l'origine, une transmission manuelle à trois vitesses était standard, avec une transmission automatique Torqueflite en option, et plus tard, une transmission manuelle à quatre vitesses était également disponible. Les niveaux d'équipement au Brésil étaient les suivants: de Luxo, SE, Gran sedan et Gran coupé, avec la sportive Charger R/T coupé au sommet.
La dernière vraie Dart à plate-forme A a été construite à l'été 1981 au Brésil. Cette voiture est pratiquement identique à la Swinger de 1976 du marché américain.

### Espagne
De 1965 à 1970, une version espagnole de la Dodge Dart, basée sur la Dart américaine originale, était fabriquée dans l'usine Barreiros SA de Villaverde, à Madrid. En mars 1971, une nouvelle version, utilisant le même empattement de 2 819 mm mais avec des tôles différentes, nommée Dodge 3700, a été produite jusqu'en 1977, lorsque le système de taxation automobile espagnol a été modifié. En fait, la 3700 a reçu la tôle de la Dart argentine, avec certaines modifications pour le marché espagnol. Les passages des roues arrière étaient plus grands et ronds, la calandre et tous les feux étaient différents, tout comme l'instrumentation. La 3700 est également livrée en standard avec des freins à disque avant et la direction assistée. Un total de 17 589 unités de la gamme antérieure (1965 à 1970) ont été fabriquées en Espagne, elles ont été produites en tant que kit démonté en raison de la réglementation protectionniste espagnole de ces années. 9 959 Dodge 3700 ont été construites jusqu'en 1977, bien que la toute nouvelle 3700 n'ait été enregistrée pour la première fois qu'en 1980.
La Dart et la 3700 étaient les plus grandes voitures de production nationale disponible en Espagne pendant toutes leurs années de production. C'était une voiture de luxe chère avec une très faible économie de carburant selon les normes espagnoles. Néanmoins, elle était considérée comme une voiture économique pour sa taille dans quelques marchés vers lesquels elle était exportée. En Suisse, par exemple, son prix était exactement le même que celui d'une Dodge Dart Custom quatre portes à moteur américain et elle n'avait que légèrement moins de puissance, mais était beaucoup moins taxée. Les Dodge espagnoles n'ont jamais atteint leurs objectifs de vente et ont été un échec coûteux pour l'entreprise de Barreiros. Le seuil de rentabilité était de 5 000 voitures par an, un objectif qui n'a été dépassé qu'une seule fois, en 1966. Les frères Barreiros ont été obligés de vendre l'entreprise qui a été restructurée sous le nom de Chrysler España, S.A..
La Dodge Dart GL était un modèle de luxe, tandis que la GT était la version sportive. La version de base avait une transmission manuelle à trois vitesses, tandis que la GT est livrée avec une transmission manuelle à quatre vitesses ou une transmission automatique à trois vitesses - c'était la même unité que celle montée sur la Chrysler 2 L.
Les Dart essence avaient le plus gros moteur jamais monté dans une voiture produite de série en Espagne, le moteur Slant-Six 3,7 L de Chrysler. Le chiffre 3700 fait référence aux 3 700 cm3 de cylindrée. Aucune autre voiture à moteur six cylindres n'a été autant produite en Espagne.
Une Dart Diesel (nommée "Barreiros Diesel") a également été produite. Ces modèles, principalement destinés aux taxis, étaient très basiques et très lents. Elles ont des phares ronds de 178 mm plutôt que les grandes unités oblongues des Dart espagnoles plus sophistiquées et utilisent les feux arrière ronds de la Simca 1000 de première génération. Le moteur était le Barreiros C65, un quatre cylindres en ligne de 2 007 cm3 avec 66 ch (48 kW) à 4 500 tr/min. La vitesse de pointe était de 124 km/h.
Il y avait aussi une version break, ainsi que des variantes (voitures de cortège diplomatiques, ambulances, corbillards, etc.).
La production de Dodge espagnols a cessé en 1977. Peugeot a acheté l'usine de Villaverde, car Chrysler cédait ses activités européennes en Espagne, en France et au Royaume-Uni.
Les Dodge espagnoles étaient populaires auprès des membres du gouvernement espagnol dans les années 1960 et 1970. L'amiral Luis Carrero Blanco est tué le 20 décembre 1973 alors qu'il voyageait dans sa Dodge 3700 GT,. Le 12 juin 1975, Fernando Herrero Tejedor, ministre secrétaire général du Movimiento Nacional et homme politique encadrant Adolfo Suárez, est décédé dans un accident de voiture alors qu'il voyageait dans sa Dodge 3700 officielle dans la municipalité d'Adanero,.

### Mexique
Au Mexique, le nom Dart (plutôt qu'Aspen) a été appliqué aux voitures à plate-forme F de la marque Dodge, correspondant aux voitures mexicaines à plate-forme F badgées sous le nom de Valiant Volare (sans le "é" sur la plaque signalétique "Volare") de la marque Chrysler. La plate-forme F a été retirée de la production mondiale après 1980, mais au Mexique, la plate-forme M était badgée en tant que Dodge Dart pour 1981 et 1982 en utilisant le panneau avant et le capot des Volare/Aspen de 1980 abandonné, la plate-forme K était vendue en tant que Dodge Dart K (et en tant que Valiant Volare K) de 1982 à 1989, et la plate-forme E était vendue sous le nom de Dodge Dart Europa, officiellement badgée sous le nom de Dodge Dart E, de 1986 à 1989. C'était une version bas de gamme (prix inférieur, version moins chère) de la berline Dodge 600 4 portes américaine. Elle a remplacé la berline Dart K 4 portes. Les modèles Dart K 2 portes et break étaient vendus aux côtés de la Dart E jusqu'en 1988 et l'ancien moteur quatre cylindres en ligne SOHC de 2,2 L a été remplacé par le nouveau quatre cylindres en ligne de 2,5 L pour la saison 1987. Ce sont les dernières voitures neuves au monde à avoir porté le nom de Dodge Dart jusqu'à sa renaissance en 2013. Le nom Dart a été abandonné lorsque Chrysler de México a introduit la Spirit en 1990.

## Épilogue
La Dodge Dart était vendue avec sa remplaçante pendant une partie de l'année modèle 1976 avant d'être abandonnée sur les marchés américain et canadien. Au cours de sa production initiale de 13 ans, le Dart a acquis une bonne réputation. « La Dart était l'une des voitures compactes les plus performantes jamais introduites sur le marché automobile américain », selon R.D. McLaughlin, alors vice-président de la division des ventes automobiles de Chrysler, « elle jouit d'une forte fidélité de la part de ses propriétaires et est une voiture qui a acquis une réputation pour sa fiabilité et son utilité... ce sont les [quelques] raisons pour lesquelles nous continuerons à commercialiser la Dart tout en introduisant la nouvelle Aspen compact ».
La Dart à plate-forme D a été remplacée par la Dodge Aspen à plate-forme F à la fin du printemps 1976. Le segment des voitures compactes a été élargi avec l'Omni de Dodge afin de rivaliser sur un marché automobile en évolution rapide. Celles-ci ont été remplacées par la plus petite Aries à traction avant, ainsi que plusieurs modèles d'importation captifs. Le segment des voitures économiques de Dodge a ensuite été rempli par la Shadow et la Spirit (sans rapport avec l'AMC Spirit), eux-mêmes remplacés par la Neon. Après 35 ans, la Dodge Dart (PF) a été ressuscitée pour l'année modèle 2013 en tant que plaque signalétique sur le marché intérieur pour remplacer la Caliber en tant que voiture de tourisme compacte de Dodge.

## Dodge Dart (2012-2016)

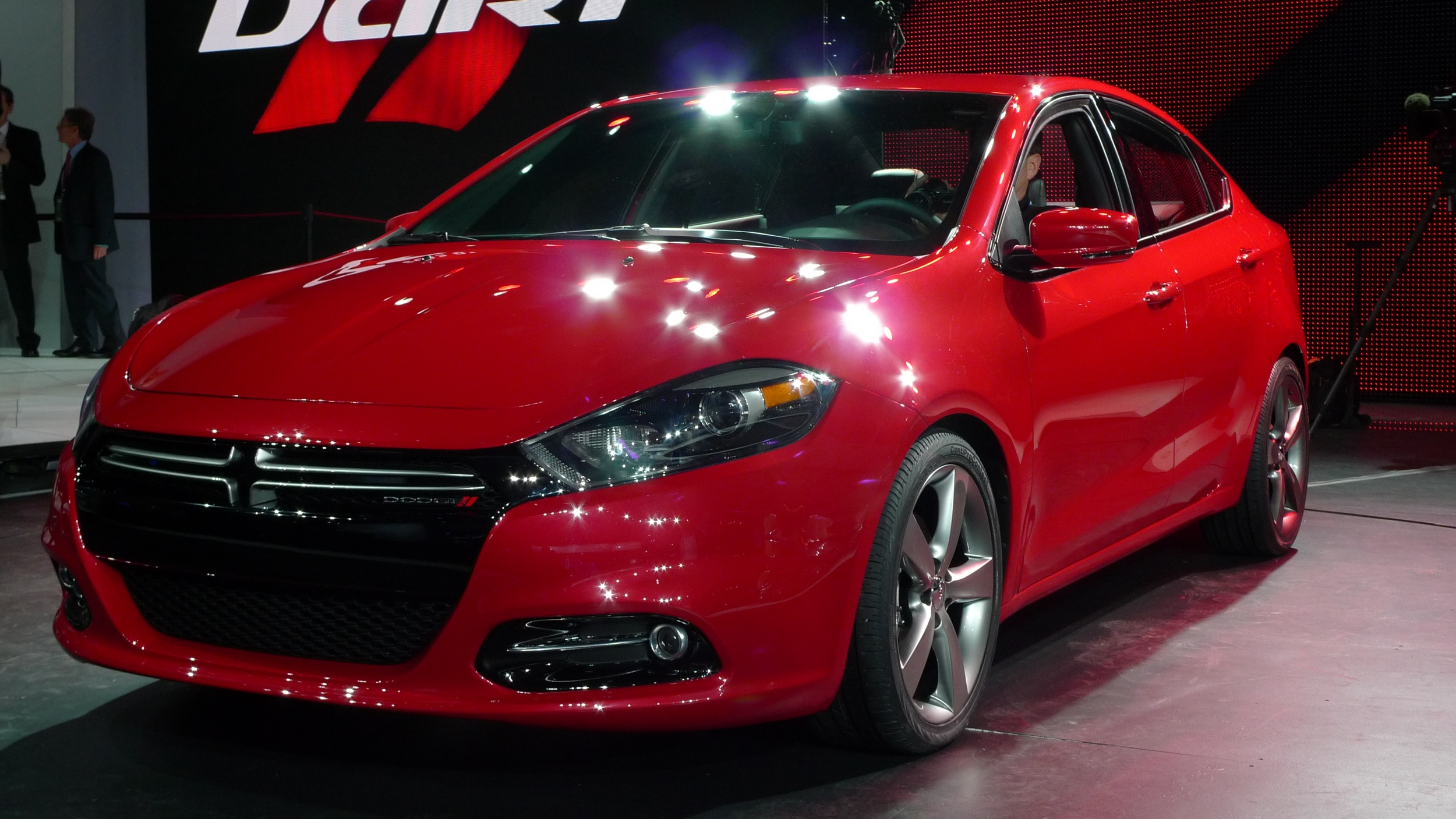
Dodge Dart 2012.

Le nom de Dart est ressuscité pour désigner un nouveau modèle produit par Dodge entre 2012 et 2016. Fiat Chrysler Automobiles réalise ce modèle concommitamment à la seconde génération de Chrysler 200 à partir de la base des Alfa Romeo Giulietta et Fiat Bravo II.